# Europaarmee

Europaflagge

Unter der Idee einer Europaarmee (auch europäische Armee oder EU-Armee) versteht man die Einrichtung von Streitkräften auf Ebene der Europäischen Union, die dann einem EU-Verteidigungsministerium unterstellt werden könnten.
Bereits zu Beginn der 1950er-Jahre wurden mit dem Pleven-Plan und der Europäischen Verteidigungsgemeinschaft konkrete Vorhaben für solch eine supranationale Europaarmee verfolgt, die jedoch damals zugunsten der Westeuropäischen Union als zwischenstaatliches Verteidigungsbündnis zunächst fallen gelassen wurde. Seit Anfang des Jahres 2000 wird jedoch erneut über das Thema diskutiert und etwa im Rahmen der Ständigen Strukturierten Zusammenarbeit aktiv vorangetrieben. Durch die Beistandsklausel im Lissabon-Vertrag und die Gemeinsame Sicherheits- und Verteidigungspolitik, in deren Rahmen regelmäßig gemeinsame Militärmissionen durchgeführt werden, sind die Streitkräfte der Europäischen Union schon heute stark miteinander verwoben.

## Geschichte

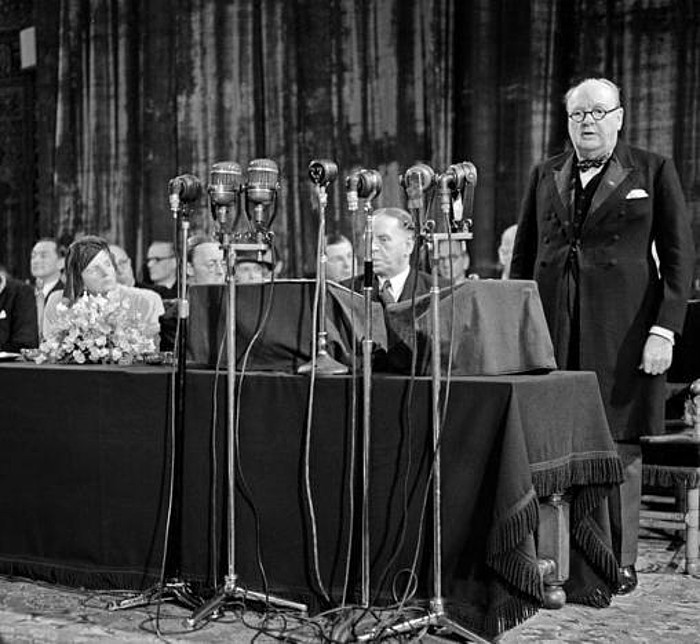
Winston Churchill vor dem Europarat

Infolge der Zuspitzung des Kalten Krieges aufgrund des Korea-Krieges und wegen einer akuten Furcht vor einer weiteren Ausdehnung des sowjetischen Machtbereichs nach Westeuropa wurde im August 1950 von Winston Churchill eine gemeinsame europäische Armee mit westdeutscher Beteiligung gefordert, die mit den USA zusammenarbeiten sollte:

“We should make a gesture of practical and constructive guidance by declaring ourselves in favour of the immediate creation of a European Army under a unified command, and in which we should all bear a worthy and honourable part.”

Die beratende Versammlung des Europarates befürwortete daraufhin in einem Beschluss am 11. August 1950 auf Antrag des Vereinigten Königreichs die Bildung einer europäischen Armee:

„Um ihre Hingabe zur Aufrechterhaltung des Friedens und ihre Entschlossenheit zum Ausdruck zu bringen, die Beschlüsse des UN-Sicherheitsrates zur Verteidigung friedliebender Völker vor Aggressionen durchzusetzen, fordert die Versammlung die sofortige Schaffung einer vereinigten Europäischen Armee unter europäischer demokratischer Kontrolle und in voller Zusammenarbeit mit den Vereinigten Staaten und Kanada.“

Dem Europarat gehörten damals neben Großbritannien und den EGKS-Mitgliedern Frankreich, Deutschland, Italien, Belgien, Niederlande und Luxemburg auch Dänemark, Irland, Schweden, Norwegen, Griechenland, die Türkei und Island an. Sie alle wären somit Teil der gemeinsamen Armee gewesen.
In den USA begann sich gleichzeitig die Vorstellung durchzusetzen, eine europäische Verteidigungsstreitmacht unter Führung der NATO aufzubauen. Erstmals sprach sich am 11. September 1950 der US-amerikanische Außenminister Dean Acheson für eine gemeinsame Europäische Armee unter deutscher Beteiligung aus.

### Pleven-Plan

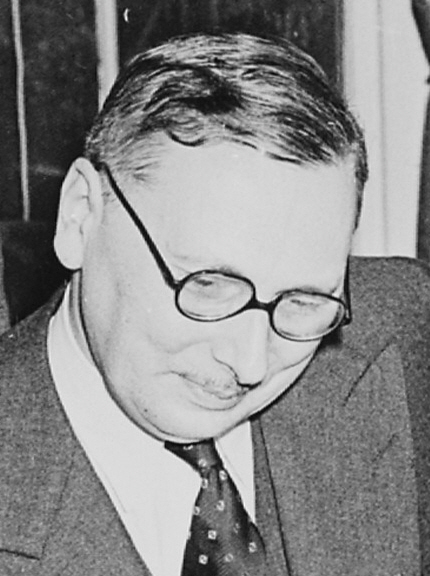
René Pleven

Der französische Ministerpräsident René Pleven schlug im Oktober 1950 konkret vor, eine Europaarmee unter einem europäischen Verteidigungsminister bzw. Ministerium zu schaffen. Dies sollte kein Bündnis sein, sondern eine Armee, die aus auf einer Einheitsebene integrierten Kontingenten besteht. Jeder Staat sollte einen Beitrag zu dieser Armee leisten, aber trotzdem noch seine eigenen Verbände unterhalten dürfen. Im November 1950 befürwortete der Bundestag mit den Stimmen von CDU/CSU und FDP (gegen die der SPD) einen deutschen Verteidigungsbeitrag auf der Basis des Pleven-Plans. Daraufhin wurde vier Jahre lang über die konkrete Ausgestaltung einer solchen Europäischen Verteidigungsgemeinschaft (EVG) verhandelt. Im Mai 1952 wurde der EVG-Vertrag schließlich von allen beteiligten Außenministern unterzeichnet. Als langfristige Perspektive sah er sogar die Verschmelzung Europas zu einer politischen Union (die sogenannte Europäische Politische Gemeinschaft) vor.
In Frankreich hatte jedoch mittlerweile eine gaullistische (und damit der EVG gegenüber skeptische) Regierung die Macht übernommen. Infolgedessen lehnte die französische Nationalversammlung die Ratifizierung des bereits unterschriebenen Vertrags im August 1954 ab. Damit war der Pleven-Plan gescheitert. Stattdessen wurde 1954 von den Mitgliedern des Brüsseler Paktes zusammen mit der Bundesrepublik und Italien durch die so genannte Londoner Akte die Westeuropäische Union (WEU) gegründet.

### Die Europäische Sicherheits- und Verteidigungspolitik

Flagge der Westeuropäischen Union (WEU)

Mit dem Vertrag von Maastricht wurde schließlich 1992 die „Sicherheitspolitik“ ausdrücklich der Zuständigkeit der neu gegründeten EU zugewiesen – wenn auch lediglich im Rahmen der intergouvernemental geprägten zweiten Säule. Dabei arbeitete die EU eng mit der Westeuropäischen Union (WEU) zusammen und übernahm nun auch deren Petersberg-Aufgaben. Anders als WEU und NATO war die EU jedoch zunächst kein Militärbündnis, d. h. auch im Fall eines Angriffs wären die Mitgliedstaaten nicht zu gegenseitigem Beistand verpflichtet gewesen. Damit sollte den Bedenken der neutralen EU-Mitgliedstaaten wie Irland, Österreich, Schweden und Finnland Genüge getan werden.
Im April 2003 trafen sich wieder Vertreter aus Deutschland, Frankreich, Belgien und Luxemburg, um in einem Gipfel einen neuen Anlauf für die Schaffung einer Europa-Armee im Rahmen der GSVP zu starten. Das dabei zu gründende Eurokorps könnte als Kern für eine europäische Interventionstruppe dienen, denn im Kosovo haben die europäischen Armeen bereits bewiesen, dass sie gut zusammenarbeiten können, eine bessere Abstimmung allerdings wünschenswert wäre. Spanien zeigte sich daran nicht interessiert, wohl um die guten Beziehungen zu den USA nicht zu gefährden. Deutschland legte viel Wert auf eine Teilnahme von Großbritannien, hierzu erklärte Elmar Brok (CDU): „Störend ist dabei in diesem aktuellen politischen Kontext, dass das alles vier Länder sind, die in der Irak-Krise im Anti-Flügel waren und es würde zur größeren Glaubwürdigkeit beitragen, wenn hier auch das eine oder andere Land, das im anderen Lager stand, dabei wäre.“ Zur Schaffung eines Eurokorps bräuchte man Gelder aus dem europäischen Haushalt, um dieser Armee den Weg zu ebnen.
Im März 2007 sagte die deutsche Bundeskanzlerin und EU-Ratspräsidentin, Angela Merkel: „Wir müssen einer gemeinsamen europäischen Armee näher kommen. Die Europäische Kommission wird handlungsfähiger werden, und zwar mit klar geregelten Zuständigkeiten.“
Zudem sagte der belgische Regierungschef Guy Verhofstadt: „Eine europäische Armee aus 100.000 Soldaten würde die europäische Verteidigungsbereitschaft deutlich verbessern und die NATO stärken. Zudem würde eine EU-Armee Kosten sparen, weil die ineffiziente Aufteilung der Union in nationale Verteidigungsmärkte endlich überwunden würde.“
Der damalige Präsident des Europäischen Parlamentes Hans-Gert Pöttering stellte im November 2008 auf der Berliner Sicherheitskonferenz ein Konzept für eine immer engere Synchronisierung der europäischen Streitkräfte unter dem Namen Synchronised Armed Forces Europe (SAFE) vor.

### Vertrag von Lissabon

Mitglieder der GSVP, Dänemark mit Ausstiegsoption

Mit dem Vertrag von Lissabon, der 2009 in Kraft trat, wurde die ESVP in Gemeinsame Sicherheits- und Verteidigungspolitik (GSVP) umbenannt. Er beinhaltete mehrere Reformen, darunter die bessere Koordination der Rüstungs-Politik und eine wechselseitige Beistandsklausel (Art. 42 Abs. 7 EU-Vertrag), in die nun auch die neutralen Staaten einwilligten:

„Im Falle eines bewaffneten Angriffs auf das Hoheitsgebiet eines Mitgliedstaats schulden die anderen Mitgliedstaaten ihm alle in ihrer Macht stehende Hilfe und Unterstützung, im Einklang mit Artikel 51 der Charta der Vereinten Nationen.“

Bei der Münchner Sicherheitskonferenz am 6. Februar 2010 betonte der deutsche Außenminister Guido Westerwelle, dass Europa eine gemeinsame Armee braucht: „Die Europäische Union muss ihrer politischen Rolle als globaler Akteur gerecht werden. Sie muss eigenständig Krisenmanagement betreiben können und sie muss rasch, flexibel und im gemeinsamen Verbund handeln können.“
Die deutsche Verteidigungsministerin Ursula von der Leyen war laut einem Bericht des Nachrichtensenders n-tv vom 31. Januar 2014 für das Zusammenlegen (Pooling) und Teilen (Sharing) der europäischen Armeen, womit sie für eine Bündelung und damit für eine Europaarmee stimmt.
EU-Kommissionspräsident Jean-Claude Juncker hat am 8. März 2015 die Gründung einer gemeinsamen europäischen Armee gefordert. Damit könnte Europa einerseits glaubwürdig auf eine Bedrohung des Friedens in einem Mitglieds- oder einem EU-Nachbarland reagieren, andererseits zugleich aufgrund der organisatorischen und finanziellen Vorteile zu einer intensiven Zusammenarbeit bei Entwicklung und Kauf von militärischem Gerät führen und erhebliche Einsparungen bringen.
Im Mai 2015 beschloss die österreichische Regierungspartei ÖVP in ihrem neuen Grundsatzprogramm, dass eine zentrale Zukunftsfrage der EU die Weiterentwicklung hin zu einer Verteidigungsunion mit dem langfristigen Ziel einer gemeinsamen europäischen Armee darstellt. Gleichzeitig wurde seitens Parteivertretern kundgetan, dass man die Neutralität Österreichs beibehalten wolle. Dies wird von Verfassungsexperten als nicht vereinbar angesehen. Als einzige Parlamentspartei bekennen sich lediglich die NEOS vorbehaltlos zum Aufbau einer europäischen Armee und zur Abschaffung der Neutralität.

#### Ständige Strukturierte Zusammenarbeit

Dunkelblau: EU-Mitglieder, die an PESCO teilnehmen
hellblau: übrige EU-Mitglieder

Anlässlich des EU-Ministertreffens in Bratislava Ende September 2016 wurde die Idee einer EU-Armee wieder aufgenommen. Zunächst sprachen sich Deutschland und Frankreich dafür aus, um die EU nach dem Brexit als Einheit zu stärken. Daraufhin folgten weitergehende Vorschläge von Italien, die ein permanentes, gemeinsames Hauptquartier und eine EU-Forschungsförderung für Militärprojekte als Europäisches Verteidigungsforschungsprogramm vorsehen. Widerstand zu dem Vorhaben zeigten die Briten und die drei baltischen Staaten. Nach Art. 42 Abs. 6 und Art. 46 des Lissabon-Vertrages können sich innerhalb der Ständigen Strukturierten Zusammenarbeit (englisch Permanent Structured Cooperation, kurz PESCO) jederzeit beliebig viele der Mitgliedsstaaten der GSVP auf diese Vertiefungen einigen, ohne dass die anderen Mitgliedsstaaten sie daran hindern können; lediglich Festlegungen zu einer Weiterentwicklung der gemeinsamen Verteidigungspolitik der gesamten EU bedürfen der Einstimmigkeit.
Die Europäische Kommission möchte laut einer Planung vom 30. November 2016 einen EU-Verteidigungsfonds aufsetzen, für den zwischen 2021 und 2027 aus dem EU-Haushalt 3,5 Milliarden Euro umgeleitet werden sollen, um eine gemeinsame Verteidigungsstrategie auf den Weg zu bringen. Außerdem plant die Kommission der Europäischen Investitionsbank dafür zusätzlich die Finanzierung von Rüstungs-Projekten zu erlauben.
Die Außen- und Verteidigungsminister von 25 der 28 EU-Staaten haben im November und Dezember des Jahres 2017 dem Europäischen Rat mitgeteilt, in der Verteidigung künftig gemeinsame Wege zu gehen. Die zwei EU-Staaten Dänemark und Malta sowie der damalige Noch-EU-Staat Großbritannien waren nicht dabei.
Ende 2017 wurden die Verteidigungsunion Pesco und ein Europäischer Verteidigungsfonds (EVF) vereinbart, gefüllt mit 13 Milliarden Euro bis 2027. 2018 wurden verschiedene Projekte für Ausbildung, Fähigkeitsentwicklung, operative Einsatzbereitschaft und Cyberabwehr verabredet, davon sechs unter deutscher Leitung in den Bereichen Logistik und Sanitätsdienst.

## Bestehende Kooperationen

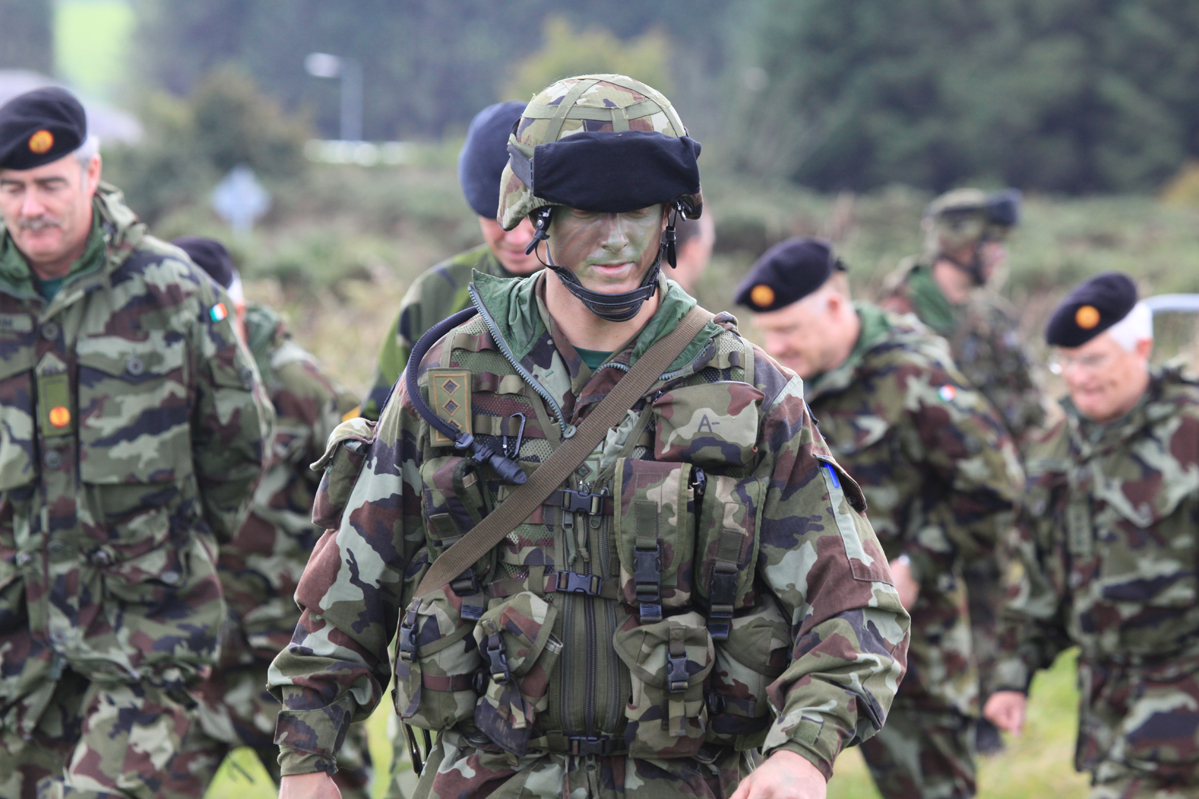
Die Nordic Battlegroup bei einer Übung im Jahr 2010

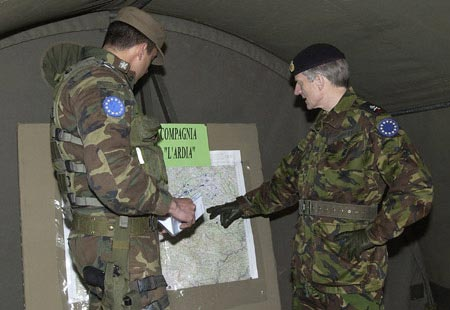
Die Befehlshaber einer EUFOR-Mission besprechen die Taktik, erkennbar ist das Europa-Emblem als Schulterabzeichen

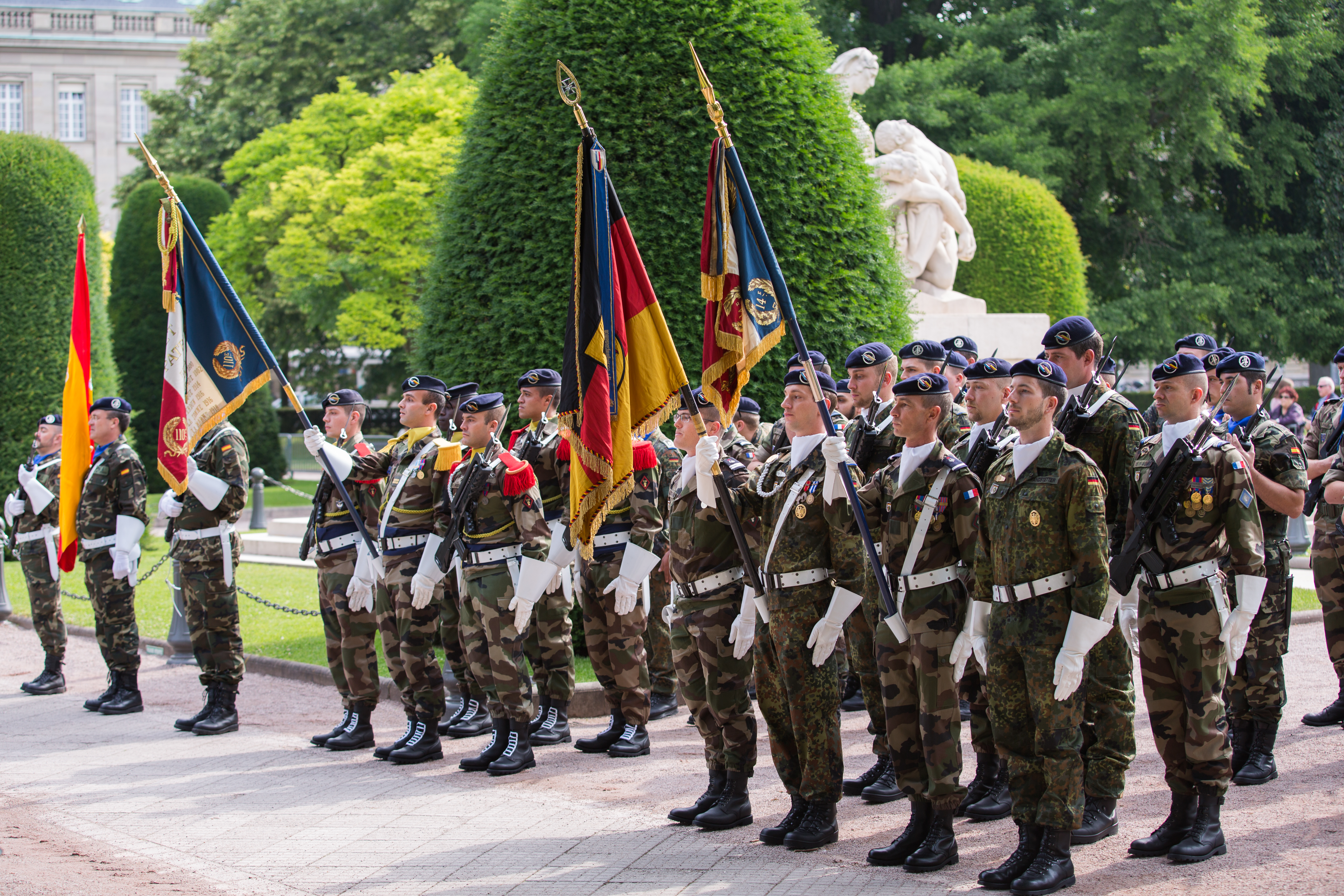
Wachablösungszeremonie des Eurokorps im Jahr 2013

Integration in europäische Verteidigungsinstitutionen

Mitgliedsstaaten der EU und der NATO
Nur EU-Mitglied
Nur NATO-Mitglied
NATO- und EU-Mitglied

Im Rahmen der Gemeinsamen Sicherheits- und Verteidigungspolitik wurden inzwischen bereits eine Reihe von Institutionen gegründet, die die Streitkräfte der EU eng miteinander verknüpfen. Dazu gehören auf der Führungsebene unter anderem:
- der EU-Militärausschuss (EUMC)
- der EU-Militärstab (EUMS) mit der zivilen/militärischen Zelle
- das Politische und Sicherheitspolitische Komitee (PSK)
- der Ausschuss für die zivilen Aspekte der Krisenbewältigung
- die Europäische Verteidigungsagentur (EDA)
- das Satellitenzentrum der Europäischen Union (EUSC) und
- das Institut der Europäischen Union für Sicherheitsstudien (ISS).

An den GSVP-Institutionen beteiligen sich grundsätzlich alle Staaten der Europäischen Union (jedoch teilweise mit Opt-Outs, insbesondere von Dänemark) sowie Partnerländer wie Norwegen.
Als ständige Truppen dieser EU-weiten Abmachung steht eine mindestens 1500 Mann starke rotierende Zuordnung multinationaler Verbände in den EU Battlegroups bereit. Zudem wurde 2022 beschlossen, eine EU-Eingreiftruppe aus 5000 Soldaten der Mitgliedstaaten bis 2025 aufzustellen. Gemeinsame europäische Truppen unter ständigem EU-Kommando existieren jedoch nicht.
Im Herbst 2023 fand an der spanischen Küste die erste gemeinsame Militärübung der Europäischen Union statt. 2.800 Soldaten aus 19 EU-Staaten trainierten das Szenario, einen drohenden Zusammenbruch eines fiktiven afrikanischen Staates zu verhindern. Deutschland hat zudem angekündigt, im Jahr 2025 die rotierende Führung der EU-Eingreiftruppe zu übernehmen.
Hinzu treten eine Reihe multinationaler (nicht EU-weiter) Streitkräfte, in denen einzelne Mitgliedstaaten miteinander (teils unter EU-Kommando) kooperieren:
- Das Eurokorps bildet mit etwa 60.000 Mann den Kern eines stehenden Heeres. Zur Deutsch-Französische Brigade kommen weitere Brigaden aus Deutschland, Frankreich, Belgien und Spanien. Polen beteiligt sich mit einer Brigade zu Ausbildungszwecken. Weitere Staaten entsenden Personal in den Korpsstab und die Unterstützungsbrigade, derzeit Griechenland, Türkei, Polen, Italien, Rumänien, Österreich und die USA.
- Den EUFOR-Operationen des EUMS unterstehen Truppen im Rahmen der Operation Althea in Bosnien und Herzegowina, der EUFOR Tchad/RCA im Tschad und der EUFOR RD Congo im Kongo.
- Die EUROMARFOR wurde 1995 von Frankreich, Italien, Portugal und Spanien gegründet. Griechenland und die Türkei entsenden Beobachter. In Friedenszeiten sind der Europäischen Marine derzeit keine Truppenkontingente zugeordnet.
- Die European Air Group wurden 1995 als Franco-British European Air Group (FBEAG) gegründet und 1997 erweitert. Derzeit beteiligen sich an den Europäischen Luftstreitkräften die Niederlande, Belgien, Frankreich, Deutschland, Italien, Spanien und Großbritannien. Hinzu tritt die Indienststellung des Europäischen Lufttransportkommandos 2010, beteiligt sind daran derzeit die Niederlande, Belgien, Frankreich und Deutschland.
- Die Europäische Gendarmerietruppe (EGF) ist die europäische Militärpolizei, gegründet 2006 von Frankreich, Italien, Spanien, Portugal und den Niederlanden. Rumänien beteiligt sich, Polen und Litauen sind Partner. Die Türkei entsendet Beobachter. Deutschland hat abgelehnt sich zu beteiligen (kasernierte Polizei gibt es nur auf Landesebene und ist daher nicht vergleichbar).
- Das 1. Deutsch-Niederländisches Korps wurde als NATO Response Force weiterentwickelt, der Brigade unterstehen weitere Streitkräfte aus den Niederlanden, Deutschland, Belgien, Frankreich, Spanien, Dänemark, Türkei und Norwegen. Mit weiterem Personal sind 12 Länder vertreten. Der Eingreiftruppe unterstehen in Krisenzeiten mehr als 30.000 Mann, die stehenden 1200 Mann wurden bei Übernahme des NFOR-4 Turnus auf 8500 aufgestockt.

|                        | Finabel                                            | Eurokorps       | European Gendarmerie Force | European Air Transport Command                    | European Air Group                           | European Maritime Force                       | Movement Coordination Centre Europe | Organisation Conjointe de Coopération en Matière d’Armement |
| Abkürzung              | Finabel                                            | Eurokorps       | EUROGENDFOR, EGF           | EATC                                              | EAG                                          | EUROMARFOR, EMF                               | MCCE                                | OCCAR                                                       |
| Wappen                 |                                                    |                 |                            |                                                   |                                              |                                               |                                     |                                                             |
| Teilstreitkraft        | Heer                                               | Heer            | Heer                       | Luftstreitkräfte                                  | Luftstreitkräfte                             | Marine                                        | übergreifend                        | übergreifend                                                |
| Beschreibung           | Organisation zur Weiterentwicklung der Kooperation | Korps           | Gendarmerie                | Kommando für Luftbetankung und Transportflugzeuge | Kooperation europäischer Luftstreitkräfte    | Kooperation europäischer mariner Streitkräfte | Logistisches Kontrollzentrum        | Organisation für die Zusammenarbeit bei Rüstungsprogrammen  |
| Gründung               | 1953                                               | 1992            | 2006                       | 2010                                              | 1995                                         | 1995                                          | 2007                                | 1996                                                        |
| Sitz                   | Brüssel                                            | Straßburg       | Vicenza                    | Eindhoven                                         | Buckinghamshire                              | Rota                                          | Eindhoven                           | Bonn                                                        |
| Kapazität              | —                                                  | 60.000 Soldaten | 2.300 Gendarmen            | 220 Flugzeuge                                     | —                                            | —                                             | —                                   | —                                                           |
| Reaktionszeit          | —                                                  | —               | 30 Tage                    | —                                                 | —                                            | 5 Tage                                        | —                                   | —                                                           |
| Motto                  | Reflexion serving military action                  | –               | Lex paciferat              | Integrated, Innovative, Effective                 | Improved capability through interoperability | At sea for peace                              | –                                   | –                                                           |
|                        | Mitgliedschaft                                     |                 |                            |                                                   |                                              |                                               |                                     |                                                             |
| Belgien                | 1953                                               | 1993            | –                          | 2010                                              | 1997                                         | –                                             | 2007                                | 2003                                                        |
| Bulgarien              | –                                                  | –               | –                          | –                                                 | –                                            | –                                             | –                                   | –                                                           |
| Dänemark               | –                                                  | –               | –                          | –                                                 | –                                            | –                                             | 2007                                | –                                                           |
| Deutschland            | 1956                                               | 1992            | –                          | 2010                                              | 1997                                         | –                                             | 2007                                | 1996                                                        |
| Estland                | –                                                  | –               | –                          | –                                                 | –                                            | –                                             | 2007                                | –                                                           |
| Finnland               | 2008                                               | –               | –                          | –                                                 | –                                            | –                                             | 2007                                | –                                                           |
| Frankreich             | 1953                                               | 1992            | 2006                       | 2010                                              | 1995                                         | 1995                                          | 2007                                | 1996                                                        |
| Griechenland           | 1996                                               | –               | –                          | –                                                 | –                                            | –                                             | –                                   | –                                                           |
| Irland                 | –                                                  | –               | –                          | –                                                 | –                                            | –                                             | –                                   | –                                                           |
| Italien                | 1953                                               | –               | 2006                       | 2015                                              | 1997                                         | 1995                                          | 2007                                | 1996                                                        |
| Kroatien               | –                                                  | –               | –                          | –                                                 | –                                            | –                                             | 2011                                | –                                                           |
| Lettland               | –                                                  | –               | –                          | –                                                 | –                                            | –                                             | 2007                                | –                                                           |
| Litauen                | –                                                  | –               | –                          | –                                                 | –                                            | –                                             | –                                   | –                                                           |
| Luxemburg              | 1953                                               | 1996            | –                          | 2012                                              | –                                            | –                                             | 2007                                | –                                                           |
| Malta                  | 2010                                               | –               | –                          | –                                                 | –                                            | –                                             | –                                   | –                                                           |
| Niederlande            | 1953                                               | –               | 2006                       | 2010                                              | 1997                                         | –                                             | 2007                                | –                                                           |
| Österreich             | –                                                  | –               | –                          | –                                                 | –                                            | –                                             | 2010                                | –                                                           |
| Polen                  | 2006                                               | 2016            | 2011                       | –                                                 | –                                            | –                                             | 2008                                | –                                                           |
| Portugal               | 1996                                               | –               | 2006                       | –                                                 | –                                            | 1995                                          | 2010                                | –                                                           |
| Rumänien               | 2008                                               | –               | 2009                       | –                                                 | –                                            | –                                             | 2008                                | –                                                           |
| Schweden               | –                                                  | –               | –                          | –                                                 | –                                            | –                                             | 2007                                | –                                                           |
| Slowakei               | 2006                                               | –               | –                          | –                                                 | –                                            | –                                             | 2015                                | –                                                           |
| Slowenien              | –                                                  | –               | –                          | –                                                 | –                                            | –                                             | 2007                                | –                                                           |
| Spanien                | 1990                                               | 1994            | 2006                       | 2014                                              | 1997                                         | 1995                                          | 2007                                | 2005                                                        |
| Tschechien             | 2012                                               | –               | –                          | –                                                 | –                                            | –                                             | 2010                                | –                                                           |
| Ungarn                 | –                                                  | –               | –                          | –                                                 | –                                            | –                                             | 2007                                | –                                                           |
| Vereinigtes Königreich | 1973                                               | –               | –                          | –                                                 | 1995                                         | –                                             | 2007                                | 1996                                                        |
| Zypern                 | 2008                                               | –               | –                          | –                                                 | –                                            | –                                             | –                                   | –                                                           |

Auch in der Rüstung bestehen weitgehende bi- und multilaterale Kooperationen.

Produkte gemeinsamer Rüstungszusammenarbeit der EU
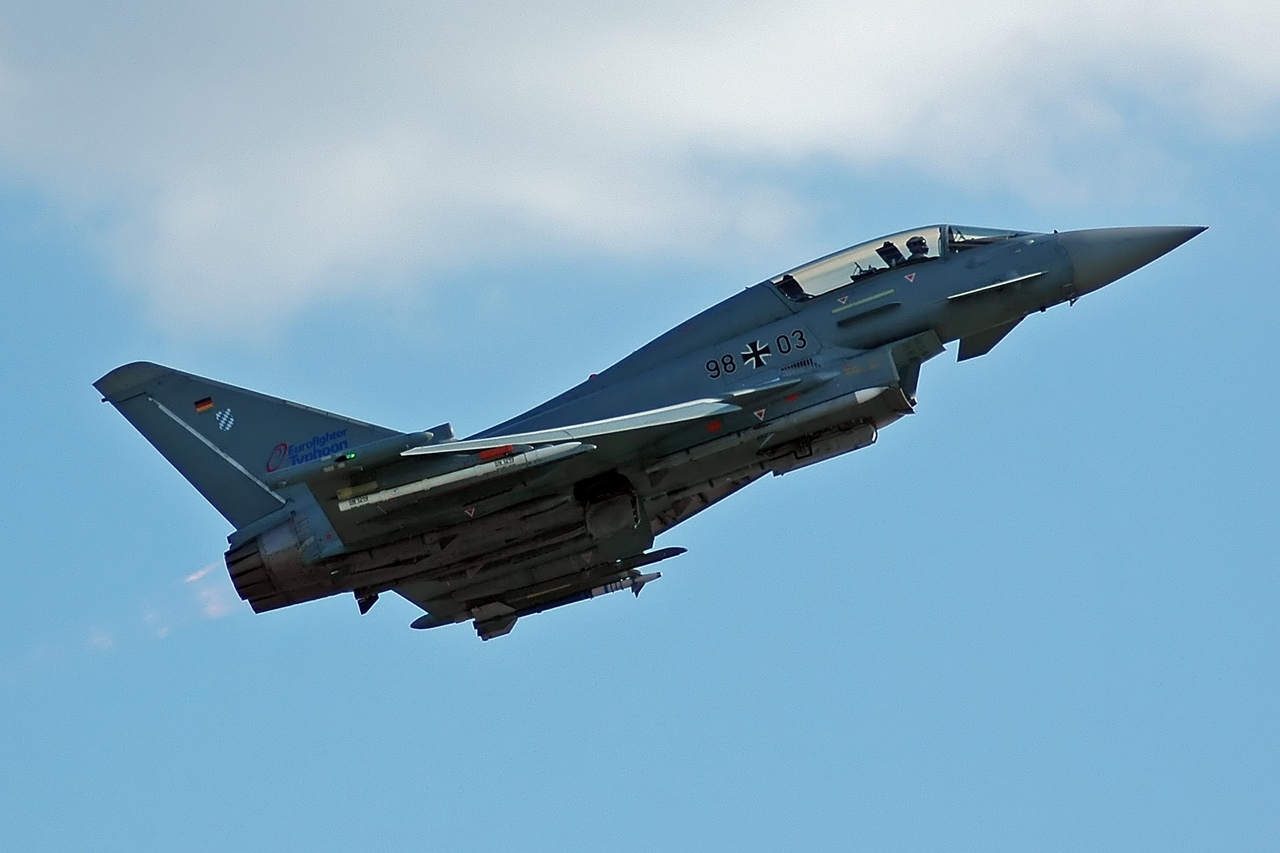
Eurofighter Typhoon
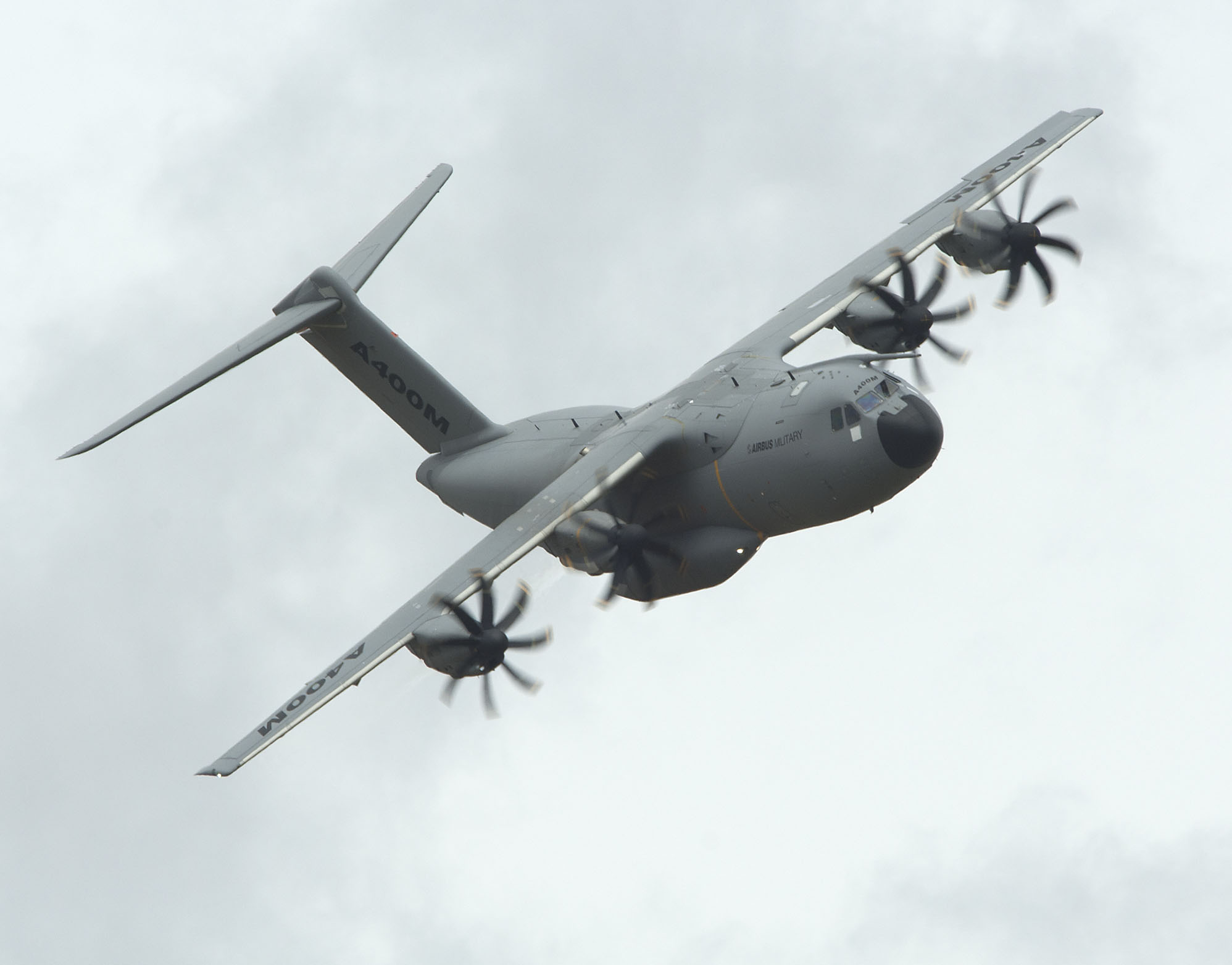
Airbus A400M
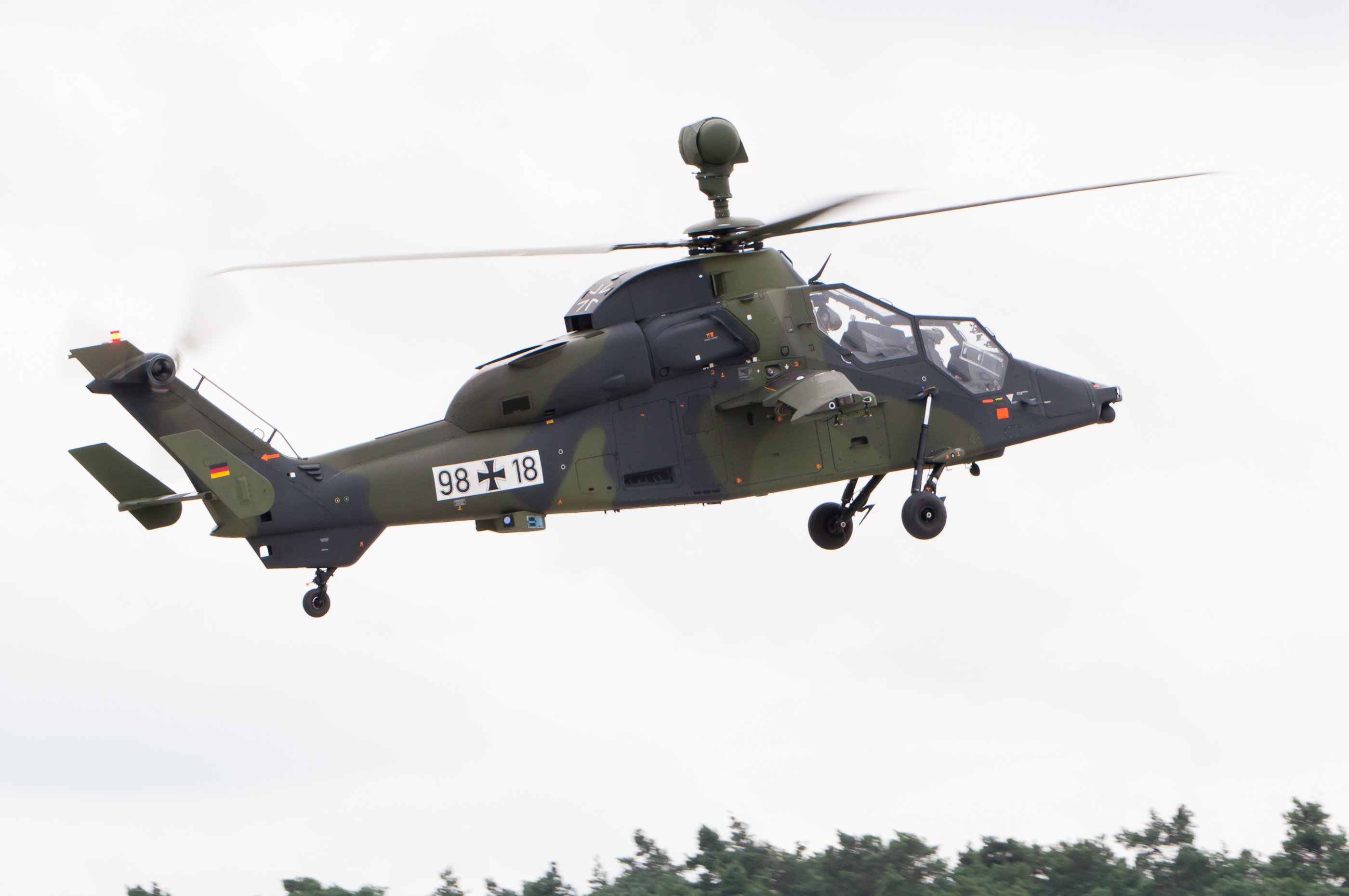
Eurocopter Tiger

## Umsetzbarkeit
Mit einer vollkommen integrierten EU-Armee, die alle einzelstaatlichen Streitkräfte ersetzt, wäre die Abgabe erheblicher hoheitlicher Rechte für die Mitgliedsstaaten verbunden. Dies würde bedeuten, Haushaltsrechte über den Verteidigungsetat, sowie die Befehlsgewalt und Souveränität über seine Streitkräfte in die Hände einer europäischen Institution zu geben.
Jedoch gibt es Konzepte zur schrittweisen Integration und Effizienzsteigerung der europäischen Armeen mittels des sogenannten Pooling und Sharing. So könnten bspw. Arbeitsteilung militärischer Fähigkeiten, internationale Planung, Umsetzung und Führung von Einsätzen oder die Aufstellung gemeinsamer Eingriffstruppen die Verteidigungsfähigkeit erheblich verbessern.

### Pooling
Nationale Fähigkeiten werden zur Verfügung gestellt, indem eine multinationale Struktur eingerichtet wird, die diese Beiträge zusammenfasst und ihren Einsatz koordiniert. Pooling kann z. B. bei der Entwicklung gemeinsamer Geräte stattfinden, bei deren Beschaffung und späterem Betrieb.

### Sharing

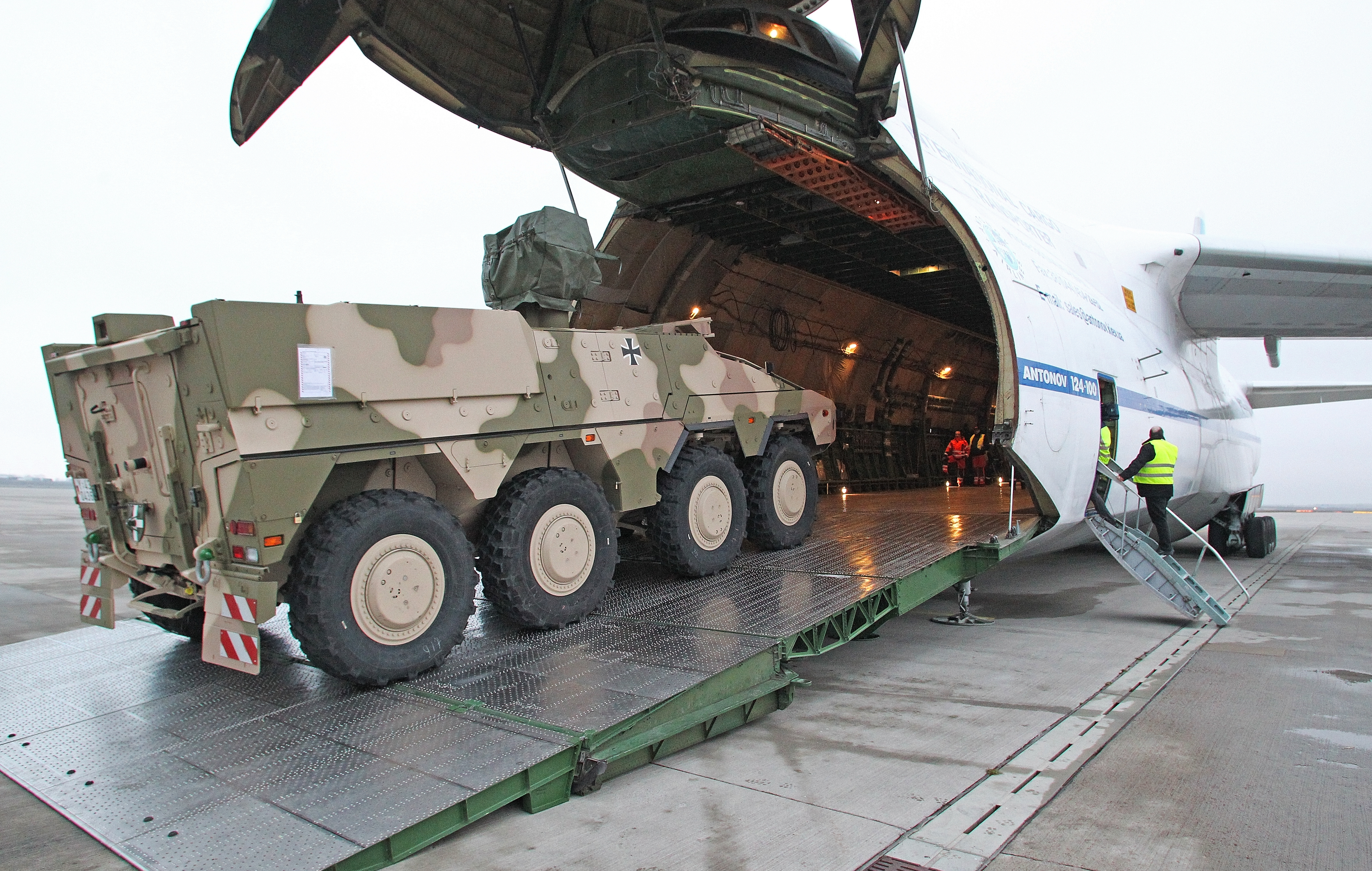
Ein GTK Boxer der Bundeswehr wird am Flughafen Leipzig/Halle innerhalb der Strategic Airlift Interim Solution zum Transport nach Afghanistan in eine Antonow An-124 verladen (2012)

Ein oder mehrere Länder stellen den Partnern eine bereits vorhandene Fähigkeit oder Ausrüstung (z. B. Transportflugzeuge) zur Verfügung oder übernehmen eine Aufgabe für andere. So können Partner wechselweise diese Fähigkeit einsparen, was auch zu entsprechend reduzierten Kosten führt. Dieses Konzept erfordert detaillierte Absprachen, damit es in keinem Bereich zu Dopplungen kommt – ein erster Pfeiler auf dem Weg zu einer umfassenden europäischen Koordination.

### Standardisierung

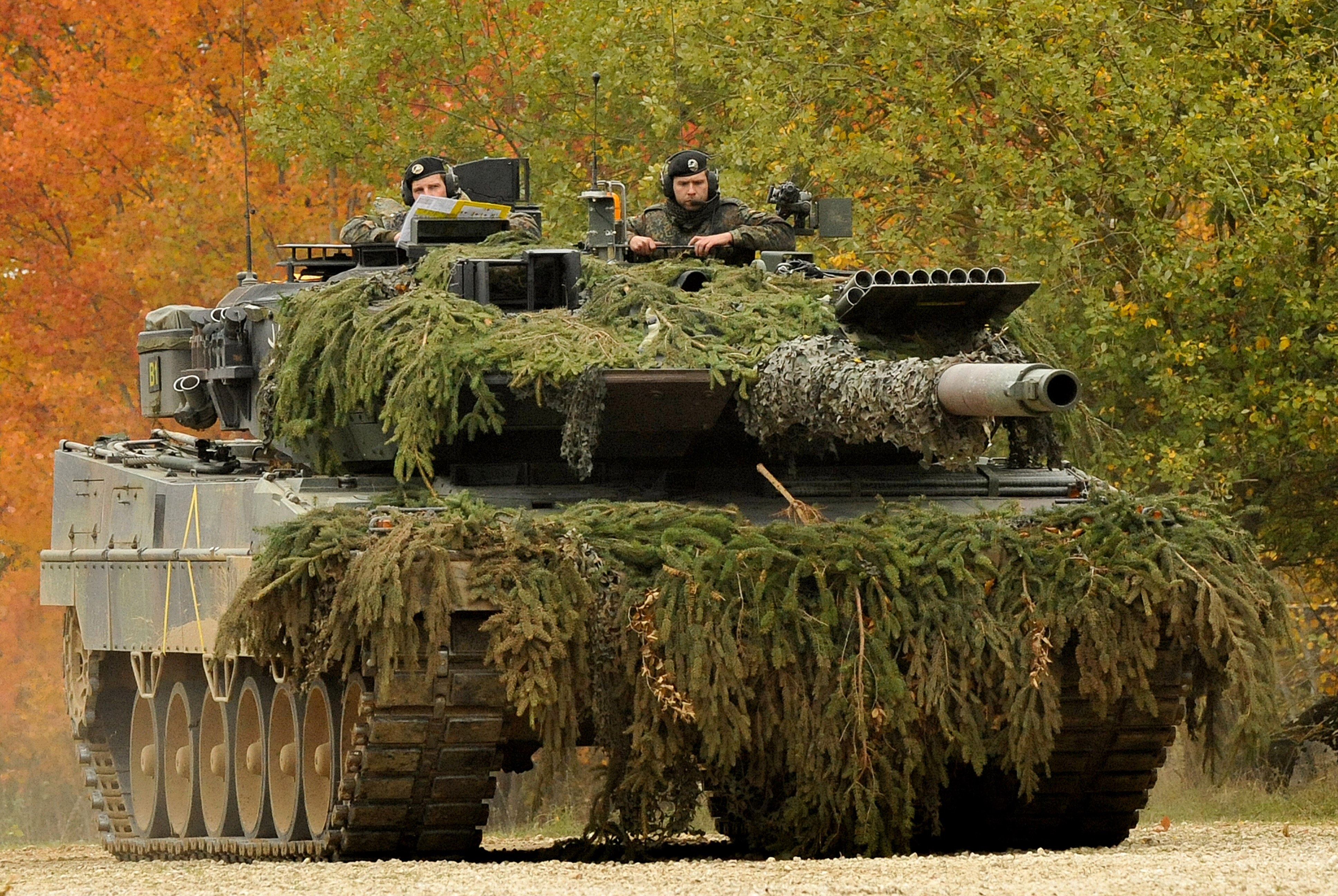
Der Leopard 2 hier in der Ausführung A6 ist der am weitesten verbreitete Kampfpanzer in der EU

Einen weiteren Eckpfeiler europäischer Zusammenarbeit stellt die Standardisierung der militärischen Gerätschaften dar. Es existieren allein hierin schon Potenziale, die auf eine 30- bis 50-prozentige Steigerung der Leistungsfähigkeit quantifiziert werden können. Diese Vorteile entstehen allerdings nur dann, wenn nicht allzu viele nationale Änderungswünsche einfließen. Da die einzelnen Mitgliedsstaaten der EU derzeit jeweils ihre eigenen Lastwagen, Panzer und Raketen entwickeln und bauen, anstatt standardisierte technische militärische Systeme aufzulegen, erhöhen sich die Kosten dafür erheblich. In einem Bericht aus dem Jahr 2015 wird bestätigt, dass sich 90 Prozent aller Rüstungsentwicklungs- und 84 Prozent aller Beschaffungsprogramme innerhalb der EU auf die nationale Ebene beschränken. Die EU leistet sich bedingt dadurch 17 verschiedene Arten von Kampfpanzern. Russland hat 8 Arten Kampfpanzer, der US-Armee genügt eine Sorte. Europa unterhält 20 Typen von Kampfflugzeugen, die USA lediglich 11, Russland nur 9. Bei der Anzahl der Zerstörer- und Fregatten-Typen ergibt sich für die EU 29, für Russland 9, für die USA 4.

### Evolutionäres Modell
Eine andere Möglichkeit stellt die Aufstellung einer der EU unterstehenden, aus freiwilligen Unionsbürgern gebildeten Streitmacht dar, welche zuerst unumstrittene Aufgaben wahrnimmt und sich dann im Sinne des Inkrementalismusses langsam weiterentwickelt. So könnte zum Beispiel aus einer lediglich für Wach- und Protokollaufgaben aufgestellten Freiwilligentruppe eine Art permanente EUFOR entstehen, welche später konsensuell etwa auch im Kosovo (KFOR) oder im Rahmen der Schnellen Eingreiftruppe innerhalb der EU mit langsam aufwachsenden Aufgaben betraut werden könnte. Diese Entwicklung wäre vergleichbar mit dem des Europäischen Parlamentes, welches als Aufsichtsrat der Montanunion begann und sich zu einem anerkannten Parlament entwickelt hat.

### Perspektiven

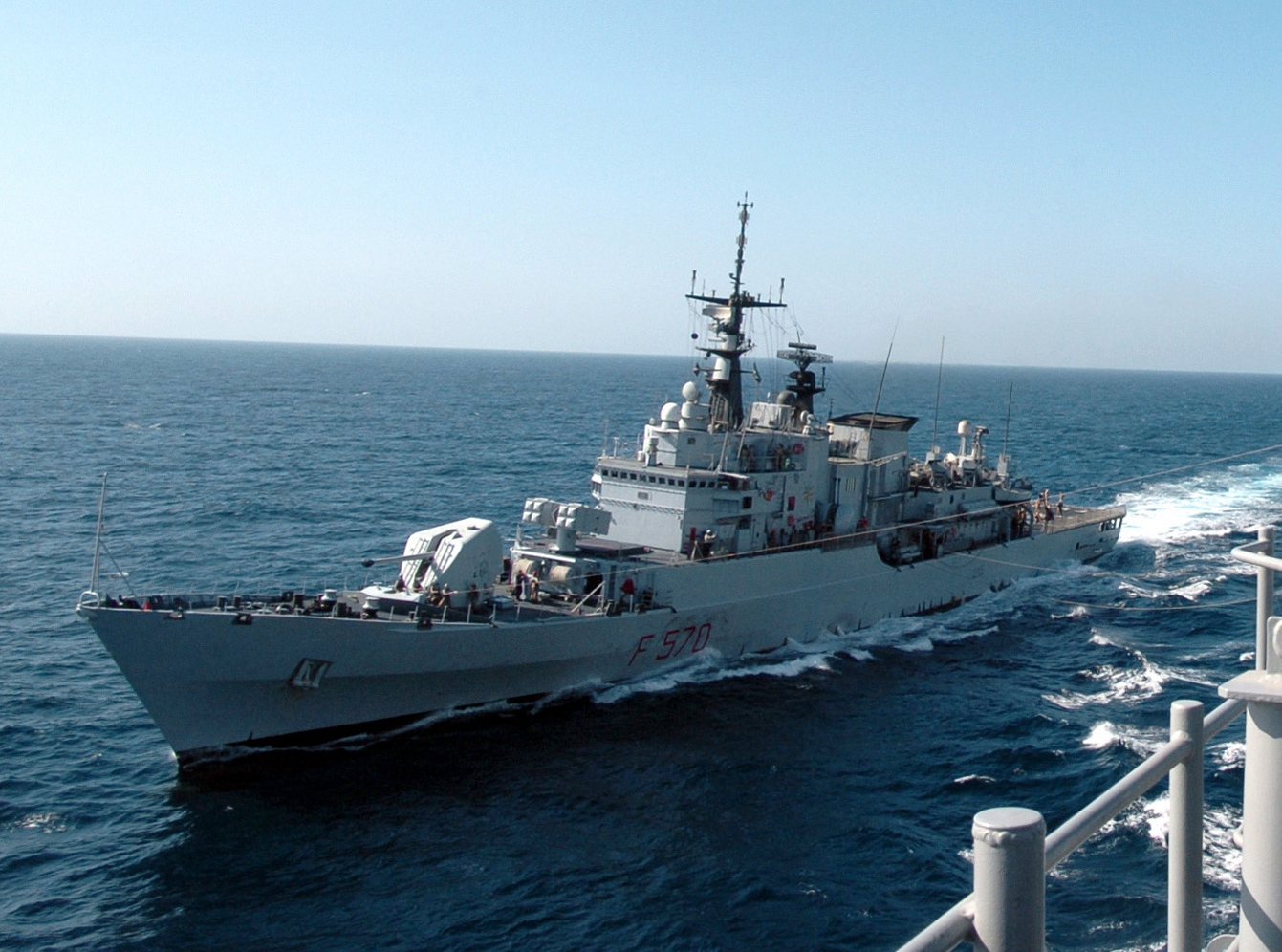
Die italienische Fregatte ITS Maestrale ist Teil der Operation Atalanta im Jahr 2015/2016

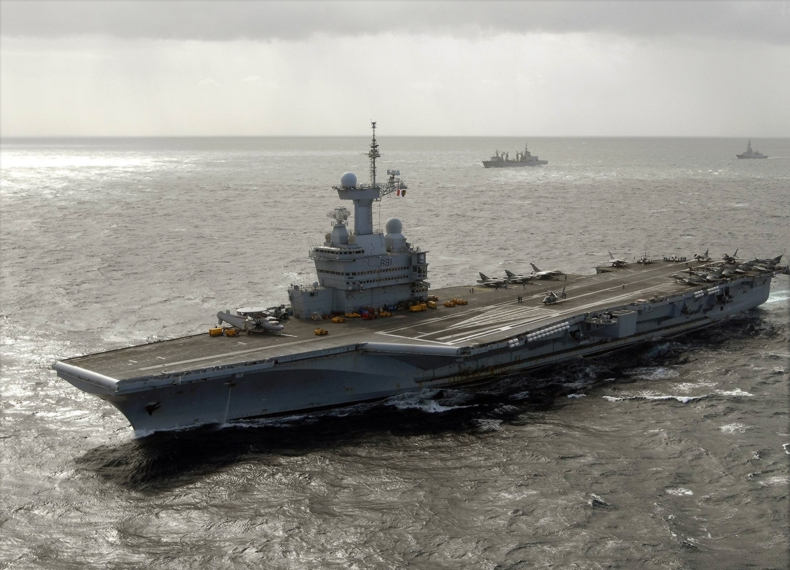
Die Charles de Gaulle ist Stand 2015 der größte Flugzeugträger in der EU

Der erste Schritt auf dem Wege zu einer europäischen Armee wäre, dass sich die EU-Staaten insgesamt oder zumindest in kleinen Gruppen zu sicherheitspolitischer Integration bereit zeigen. Dazu gehört auch eine klare Aufgabenverteilung unter den beteiligten Staaten.
Eine gemeinsame Außenpolitik und ein gemeinsamer Verteidigungshaushalt sind Voraussetzungen für eine echte europäische Armee. Die Kontrollbefugnis über die gemeinsamen Streitkräfte müsste dann beim Europäischen Parlament liegen und von einer europäischen Regierung mit entsprechenden Kompetenzen umgesetzt werden.
Eine realistische Perspektive wäre, wenn neben einer europäischen Armee auch weiterhin Armeen in nationaler Verantwortung bestünden, da die großen europäischen Staaten auf eigene Kommandohoheit nicht vollständig verzichten werden. Innerhalb dieses Szenarios müsste immer noch entschieden werden, wie groß einerseits die Gesamtstärke an allen verbleibenden nationalen Armeen und einer gemeinsamen Europaarmee sein soll und anderseits, wie man hierbei gewichten möchte.
Einen konkreten Vorschlag zum Aufbau einer eigenständigen europäischen Armee machte 2020 der verteidigungspolitische Sprecher der SPD-Bundestagsfraktion, Fritz Felgentreu. Ihm schwebt die Einführung einer 28. Armee parallel zu existierenden nationalen Streitkräften vor. Ein Diskussionspapier der Stiftung Wissenschaft und Politik (SWP) spezifiziert die Idee weiter und erörtert die Notwendigkeit der neuen Streitkraft zugleich einen eigenen EU-Oberbefehlshaber samt Militärstab vorzustellen, der außerhalb heutiger GSVP-Abstimmungsregeln agieren können soll. Als Truppenstärke sieht das SWP-Papier ein Minimum von 8000 Mann (Brigadestärke). Die Aktivisten Herr und Speer greifen den Vorschlag der zusätzlichen 28. Armee in ihrem Buch Europe For Future auf und schlagen zugleich eine deutlich höhere Truppenstärke von 70.000 bis 150.000 Mann vor. Ihrer Idee zufolge sollte diese Armee direkt einem neu zu schaffenden „EU-Außen- und Sicherheitsrat (EUASR)“ unterstehen und in Anlehnung an das USCYBERCOM ein gemeinsames „European Union Cyber Command“ zur digitalen Gefahrenabwehr enthalten. Das Konzept einer EU-Armee als eigenständige, von den nationalen Streitkräften getrennte Armee der Union dürfte mit dem deutschen Grundgesetz vereinbar sein. Insbesondere steht der konstitutive Parlamentsvorbehalt für Auslandseinsätze deutscher Truppen nicht entgegen, da sich dieser nur auf die Bundeswehr bezieht. Durch die Aufstellung eigener Streitkräfte wird die EU zudem nicht zum Staat, sodass auch das Verbot der Entstaatlichung gewahrt bleibt.

## Vorteile
Die (teilweise) Vereinigung der Streitkräfte der EU-Staaten würde die Effizienz stark erhöhen, die Verteidigungsfähigkeit verbessern und Kosten für die einzelnen Länder erheblich senken. Zum Vergleich: Die Anzahl der Soldaten aller EU-Staaten machte Anfang der 2000er-Jahre mit knapp 1,9 Millionen ungefähr 150 % der Mannstärke der US-Armee aus. Dennoch ist die Verteidigungsfähigkeit der Europäischen Union weitaus schlechter: Sie soll bei etwa 15 % der Effektivität der US-Streitkräfte liegen.
Eine einheitliche europäische Armee hätte bei der Beschaffung von Rüstungsgütern, Waffensystemen, Ausrüstung und Material eine ganz andere ökonomische Marktmacht als nationale und entsprechend kleine Armeen.
Einkaufspreise könnten gedrückt und Rabatte eingefordert werden. Bei Verringerung der Anzahl der Waffensysteme gleicher Funktion sinken die Kosten nochmals, da die Entwicklungskosten auf dann höhere Stückzahlen verteilt werden können. Die Kostenvorteile durch Synergien würden auch bei der Entwicklung, dem Betrieb, Unterhalt und Reparatur von Waffensystemen möglich werden.
In einem Bericht aus dem Jahr 2013 des Europäischen Parlaments werden die Kosten einer fehlenden europäischen Armee auf jährlich 26 Milliarden Euro geschätzt. Eine Anfang März 2015 vom CEPS (Centre for European Policy Studies) in Brüssel vorgestellte Studie schätzt, dass angesichts der verschärften Bedrohungslage ein Verzicht auf eine gemeinsame europäische Armee sogar Kosten in Höhe von jährlich 130 Milliarden Euro verursacht.
Andererseits ist durch Bündelung der gemeinsamen finanziellen Mittel auch die Möglichkeit gegeben, zuvor für die einzelstaatlichen Budgets zu kostspielige Projekte zu ermöglichen, wie beispielsweise die Entwicklung und Betrieb von Flottenflugzeugträgern, die Entwicklung von Luftüberlegenheits-Jagdflugzeugen der sechsten Generation oder ein sehr schnelles Erreichen höherer Stückzahlen eines Kampfpanzers der Nachfolgegeneration, wie beim Main Ground Combat System.
Insgesamt könnte durch diese Vorteile eines gesteigerten Preis-Leistungs-Verhältnisses einer Europaarmee im Rahmen der NATO einerseits die Sicherheit ihrer Mitglieder wie auch die Partnerschaft zu den befreundeten Nationen gestärkt werden.
| Streitkräfte        | Militärbudget | Militärbudget | Militärbudget | Personalstärke | Personalstärke | Flugzeugträger | Flugzeugträger | Untersee- boote | Fregatten/ Zerstörer | Kampf- flugzeuge | Transport-flugzeuge | Luftbetankungs-flugzeuge | Kampfpanzer | Gepanzerte Fahrzeuge | Angriffs-hubschrauber |
| Streitkräfte        | Mrd. €        | % BIP         | € pro Kopf    | Tsd.           | ‰ Bevölkerung  | Anzahl         | Luftfahrzeuge  | Untersee- boote | Fregatten/ Zerstörer | Kampf- flugzeuge | Transport-flugzeuge | Luftbetankungs-flugzeuge | Kampfpanzer | Gepanzerte Fahrzeuge | Angriffs-hubschrauber |
| ------------------- | ------------- | ------------- | ------------- | -------------- | -------------- | -------------- | -------------- | --------------- | -------------------- | ---------------- | ------------------- | ------------------------ | ----------- | -------------------- | --------------------- |
| Europäische Union   | 182           | 1,5           | 0.365         | 1.683          | 3,4            | 07             | 0200           | 69              | 140                  | 2.088            | 603                 | 077                      | 05.325      | 22.038               | 0.460                 |
| Vereinigte Staaten  | 562           | 5,0           | 1.819         | 1.555          | 5,0            | 11             | 1000           | 71              | 099                  | 4.000            | 520                 | 260                      | 06.200      | 27.500               | 1.100                 |
| Russland            | 035           | 3,1           | 0.248         | 1.027          | 7,3            | 01             | 0050           | 66              | 033                  | 1.800            | 300                 | 020                      | 20.000      | 26.000               | 0.350                 |
| Volksrepublik China | 066           | 1,6           | 0.047         | 2.285          | 1,6            | 0[00]1         | 0040           | 65              | 080                  | 1.750            | 350                 | 025                      | 06.500      | 06.000               | 0.140                 |
| Indien              | 046           | 2,4           | 0.038         | 1.325          | 1,1            | 03             | 0065           | 16              | 025                  | 0.717            | 236                 | 013                      | 03.300      | 03.750               | 0.122                 |
| Japan               | 045           | 1,0           | 0.354         | 0.217          | 1,7            | 0              | 0000           | 16              | 052                  | 0.250            | 040                 | 005                      | 00.800      | 00.950               | 0.200                 |
| Türkei              | 016           | 2,2           | 0.210         | 0.640          | 8,2            | 0              | 0000           | 14              | 016                  | 0.348            | 080                 | 007                      | 02.126      | 09.710               | 0.070                 |

### Befürworter
Im Rahmen der Gedenkfeierlichkeiten zum 100. Jahrestag des Ende des Ersten Weltkriegs forderte Emmanuel Macron Anfang November 2018 die Einrichtung einer „wahren“ europäischen Armee. Er schlug zudem ein gemeinsames Verteidigungsbudget und eine gemeinsame Doktrin vor. Auch Bundeskanzlerin Angela Merkel sprach sich im November 2018 in einer Rede vor dem EU-Parlament für die Idee einer europäischen Armee aus: „Alte Verbündete stellen bewährte Verbindungen in Frage. […] Eine gemeinsame europäische Armee würde der Welt zeigen, dass es zwischen den europäischen Ländern nie wieder Krieg gibt“, so Merkel.
Im November 2021 stellte die EU-Kommission Pläne für eine schnelle Eingreiftruppe mit bis zu 5000 Soldaten vor, die bis 2025 aufgebaut werden soll. Dabei ist ein modularer Aufbau geplant, der neben Land- auch Luft- und Seestreitkräfte umfasst.

## Gegenstimmen

Ein Plakat, das vor einer Militarisierung Europas warnt

Vor allem die Vereinigten Staaten sprachen sich unter der neokonservativen Regierung des Präsidenten George W. Bush aus Gründen des Verlusts von verteidigungspolitischer Einflussnahme der USA gegenüber der EU 2003 gegen eine Europaarmee aus. Der stets die eigenen nationalen Interessen besonders hervorhebende US-Präsident Donald Trump bezeichnete am 9. November 2018 einen Vorschlag des französischen Präsidenten Emmanuel Macron, eine europäische Armee zu bilden, um in der Verteidigungspolitik unabhängiger von den Vereinigten Staaten zu werden, als „sehr beleidigend“. Trump behauptete dabei irrtümlich, Macron habe eine europäische Armee zum Schutz vor den USA vorgeschlagen. Macrons angebliches Zitat war von der Agentur Agence France-Presse jedoch falsch wiedergegeben und dann von Medien weltweit verbreitet worden, und so auch zu Trump gelangt.
Der damalige NATO-Generalsekretär Jens Stoltenberg kritisierte die Pläne für eine eigenständige europäische Verteidigungspolitik. Zwar begrüße er größere Verteidigungsanstrengungen Europas. „Das aber muss innerhalb des Nato-Rahmens geschehen“, erklärte er. Laut Stoltenberg hängt die europäische Sicherheit nach wie vor von den amerikanischen Sicherheitsgarantien ab. Stoltenberg plädierte deshalb für transatlantische Einigkeit.
Der Premierminister des Vereinigten Königreichs Tony Blair und der Regierungspräsident Spaniens José Aznar sprachen sich in ihrer jeweiligen Regierungszeit aus Gründen einer in ihren Augen bestehenden Gefahr einer möglichen Schwächung der NATO ebenfalls gegen eine solche Armee aus. Auch die europäischen Linken lehnten eine Europaarmee ab, als sie während der Volksentscheide über die EU-Verfassung in ihren Kritikpunkten an dem Vertrag u. a. anführten, er treibe die Militarisierung der Union voran.

## Umfragen
Im April 2022, machte YouGov eine Umfrage in den Mitgliedsländern der Europäischen Union sowie dem Vereinigten Königreich, in dem die Zustimmung für die Schaffung einer integrierten Europäischen Armee abgefragt wurde. Die Ergebnisse dieser Umfrage sind in der folgenden Tabelle dargestellt.
| Land                   | Zustimmung | Ablehnung | Weiß nicht | Vorsprung | Veränderung seit 2021 |
| ---------------------- | ---------- | --------- | ---------- | --------- | --------------------- |
| Polen                  | 57         | 28        | 21         | 29        | +3 %                  |
| Rumänien               | 51         | 23        | 26         | 28        | -4 %                  |
| Ungarn                 | 50         | 29        | 21         | 21        | -5 %                  |
| Litauen                | 62         | 22        | 16         | 40        | +5 %                  |
| Finnland               | 53         | 21        | 25         | 32        | +8 %                  |
| Schweden               | 48         | 27        | 25         | 21        | +9 %                  |
| Dänemark               | 41         | 39        | 20         | 3         | +5 %                  |
| Spanien                | 64         | 21        | 15         | 43        | +7 %                  |
| Griechenland           | 55         | 27        | 17         | 28        | -8 %                  |
| Italien                | 50         | 30        | 20         | 20        | +0 %                  |
| Niederlande            | 61         | 23        | 17         | 38        | +9 %                  |
| Deutschland            | 58         | 27        | 15         | 31        | +4 %                  |
| Frankreich             | 55         | 24        | 21         | 31        | +3 %                  |
| Vereinigtes Königreich | 34         | 35        | 30         | 1         | +10 %                 |
| Kroatien               | 49         | 23        | 28         | 26        |                       |
| Slowakei               | 44         | 37        | 19         | 7         |                       |
| Bulgarien              | 39         | 33        | 28         | 6         |                       |

## Derzeitige nationale Streitkräfte der EU-Mitgliedstaaten

### Ausgaben und Truppenstärke
Im Jahr 2024 werden die gesamten Verteidigungsausgaben der 27 Mitgliedsländer der Europäischen Verteidigungsagentur voraussichtlich 326 Mrd. € betragen und damit 1,9 % des BIP.
Die Zahlen stammen aus Veröffentlichungen der Europäischen Verteidigungsagentur aus dem Jahr 2024. Die Truppenstärke wurde bei den NATO Mitglieder von der NATO übernommen.
| Mitgliedsland     | Streitkräfte                            | Ausgaben (Mio. €) | Pro Kopf (€) | % des BIP | Truppenstärke |
| ----------------- | --------------------------------------- | ----------------- | ------------ | --------- | ------------- |
| Europäische Union | –                                       | 278.573           | 0.618        | 1,6       | 1.417.838     |
| Belgien           | Belgische Streitkräfte                  | 007.047           | 0.599        | 1,2       | 0.00.21.300   |
| Bulgarien         | Bulgarische Streitkräfte                | 001.841           | 0.286        | 2,0       | 0.00.26.900   |
| Dänemark          | Dänische Streitkräfte                   | 007.527           | 1.265        | 2,0       | 0.00.17.300   |
| Deutschland       | Bundeswehr                              | 067.621           | 0.800        | 1,6       | 00.185.600    |
| Estland           | Estnische Verteidigungsstreitkräfte     | 01.144            | 0.837        | 3,0       | 0.00.7.500    |
| Finnland          | Finnische Streitkräfte                  | 005.795           | 1.037        | 2,1       | 0.00.30.800   |
| Frankreich        | Französische Streitkräfte               | 053.300           | 0.776        | 1,9       | 00.204.700    |
| Griechenland      | Griechische Streitkräfte                | 006.223           | 0.591        | 2,8       | 00.110.800    |
| Irland            | Irische Streitkräfte                    | 001.210           | 0.228        | 0,2       | 0000.7.797    |
| Italien           | Italienische Streitkräfte               | 031.303           | 0.531        | 1,5       | 00.171.400    |
| Kroatien          | Kroatische Streitkräfte                 | 001.318           | 0.337        | 1,7       | 0.0013.700    |
| Lettland          | Lettische Nationale Streitkräfte        | 001.160           | 0.616        | 2,9       | 0.00.8.400    |
| Litauen           | Litauische Armee                        | 002.001           | 0.697        | 2,8       | 0.0.18.500    |
| Luxemburg         | Streitkräfte Luxemburgs                 | 000.594           | 0.890        | 0,7       | 00000900      |
| Malta             | Armed Forces of Malta                   | 000.074           | 0.136        | 0,4       | 0.001.700     |
| Niederlande       | Niederländische Streitkräfte            | 0015.351          | 0.859        | 1,5       | 0.041.900     |
| Österreich        | Bundesheer                              | 004.082           | 0.447        | 0,9       | 0.014.000     |
| Polen             | Polnische Streitkräfte                  | 024.499           | 0.650        | 3,3       | 00216.100     |
| Portugal          | Portugiesische Streitkräfte             | 003.921           | 0.380        | 1,5       | 0.028.400     |
| Rumänien          | Armata Română                           | 005.181           | 0.272        | 1,6       | 0.066.640     |
| Schweden          | Schwedische Streitkräfte                | 008.200           | 0.778        | 1,5       | 0.023.100     |
| Slowakei          | Streitkräfte der Slowakischen Republik  | 002.152           | 0.389        | 1,8       | 0.015.600     |
| Slowenien         | Slowenische Streitkräfte                | 000.842           | 0.397        | 1,3       | 0.005.900     |
| Spanien           | Spanische Streitkräfte                  | 017.451           | 0.362        | 1,2       | 0.117.400     |
| Tschechien        | Streitkräfte der Tschechischen Republik | 004.189           | 0.391        | 1,4       | 0.029.500     |
| Ungarn            | Ungarische Streitkräfte                 | 004.029           | 0.420        | 2,1       | 0.020.900     |
| Zypern            | Zyprische Nationalgarde                 | 000.518           | 0.558        | 1,7       | 0.012.000     |

### Landstreitkräfte
| Mitgliedsland     | Kampfpanzer | Geschütztes Fahrzeug | Artillerie |
| ----------------- | ----------- | -------------------- | ---------- |
| Europäische Union | 7.695       | 18.819               | 9.817      |
| Belgien           |             | 00.226               | 0.133      |
| Bulgarien         | 0.362       | 00.681               | 1.035      |
| Dänemark          | 0.046       | 00.229               | 0.056      |
| Deutschland       | 0.815       | 01.774               | 0.401      |
| Estland           |             |                      |            |
| Finnland          | 0.128       | 01.080               | 0.656      |
| Frankreich        | 0.525       | 02.876               | 0.638      |
| Griechenland      | 1.622       | 02.187               | 1.920      |
| Irland            |             |                      |            |
| Italien           | 1.176       | 03.145               | 1.446      |
| Kroatien          | 0.075       | 00.283               | 0.127      |
| Lettland          |             |                      |            |
| Litauen           |             |                      |            |
| Luxemburg         |             |                      |            |
| Malta             |             |                      |            |
| Niederlande       | 0.016       | 00.634               | 0.135      |
| Österreich        | 0.054       | 00.364               | 0.073      |
| Polen             | 1.675       | 03.110               | 1.580      |
| Portugal          | 0.220       | 00.425               |            |
| Rumänien          | 0.857       | 01.272               | 1.273      |
| Schweden          |             |                      |            |
| Slowakei          | 0.030       | 00.327               | 0.068      |
| Slowenien         | 0.054       |                      |            |
| Spanien           | 0.484       | 01.007               | 0.811      |
| Tschechien        | 0.123       | 00.501               | 0.182      |
| Ungarn            | 0.155       | 00.597               | 0.030      |
| Zypern            |             |                      |            |

### Luftstreitkräfte

#### Kampfflugzeuge
(Stand: Ende 2023)
| Mitgliedsland     | Typhoon              | Rafale               | Gripen               | F-16                 | F/A-18               | F-35                 | Sonstige                              | Summe                |
| ----------------- | -------------------- | -------------------- | -------------------- | -------------------- | -------------------- | -------------------- | ------------------------------------- | -------------------- |
| Europäische Union | 306                  | 152                  | 122                  | 348                  | 145                  | 069                  | 470                                   | 1.622                |
| Belgien           |                      |                      |                      | 043                  |                      |                      |                                       | 0043                 |
| Bulgarien         |                      |                      |                      |                      |                      |                      | 11 MiG-29 05 Su-25                    | 0016                 |
| Dänemark          |                      |                      |                      | 043                  |                      | 010                  |                                       | 0053                 |
| Deutschland       | 133                  |                      |                      |                      |                      |                      | 82 Tornado                            | 0215                 |
| Estland           | Keine Kampfflugzeuge | Keine Kampfflugzeuge | Keine Kampfflugzeuge | Keine Kampfflugzeuge | Keine Kampfflugzeuge | Keine Kampfflugzeuge | Keine Kampfflugzeuge                  | Keine Kampfflugzeuge |
| Finnland          |                      |                      |                      |                      | 062                  |                      |                                       | 0062                 |
| Frankreich        |                      | 133                  |                      |                      |                      |                      | 62 Mirage 2000 32 Mirage 2000-5       | 0227                 |
| Griechenland      |                      | 018                  |                      | 154                  |                      |                      | 32 F-4 5 Mirage 2000 24 Mirage 2000-5 | 0233                 |
| Irland            | Keine Kampfflugzeuge | Keine Kampfflugzeuge | Keine Kampfflugzeuge | Keine Kampfflugzeuge | Keine Kampfflugzeuge | Keine Kampfflugzeuge | Keine Kampfflugzeuge                  | Keine Kampfflugzeuge |
| Italien           | 090                  |                      |                      |                      |                      | 025                  | 24 AMX 33 Tornado 15 AV-8 Harrier     | 0187                 |
| Kroatien          |                      | 1                    |                      |                      |                      |                      | 11 MiG-21                             | 0012                 |
| Lettland          | Keine Kampfflugzeuge | Keine Kampfflugzeuge | Keine Kampfflugzeuge | Keine Kampfflugzeuge | Keine Kampfflugzeuge | Keine Kampfflugzeuge | Keine Kampfflugzeuge                  | Keine Kampfflugzeuge |
| Litauen           | Keine Kampfflugzeuge | Keine Kampfflugzeuge | Keine Kampfflugzeuge | Keine Kampfflugzeuge | Keine Kampfflugzeuge | Keine Kampfflugzeuge | Keine Kampfflugzeuge                  | Keine Kampfflugzeuge |
| Luxemburg         | Keine Kampfflugzeuge | Keine Kampfflugzeuge | Keine Kampfflugzeuge | Keine Kampfflugzeuge | Keine Kampfflugzeuge | Keine Kampfflugzeuge | Keine Kampfflugzeuge                  | Keine Kampfflugzeuge |
| Malta             | Keine Kampfflugzeuge | Keine Kampfflugzeuge | Keine Kampfflugzeuge | Keine Kampfflugzeuge | Keine Kampfflugzeuge | Keine Kampfflugzeuge | Keine Kampfflugzeuge                  | Keine Kampfflugzeuge |
| Niederlande       |                      |                      |                      | 026                  |                      | 034                  |                                       | 0060                 |
| Österreich        | 015                  |                      |                      |                      |                      |                      |                                       | 0015                 |
| Polen             |                      |                      |                      | 048                  |                      |                      | 2 FA-50 29 MiG-29 32 Su-22 16 M-346   | 0117                 |
| Portugal          |                      |                      |                      | 020                  |                      |                      |                                       | 0020                 |
| Rumänien          |                      |                      |                      | 017                  |                      |                      |                                       | 0017                 |
| Schweden          |                      |                      | 094                  |                      |                      |                      |                                       | 0094                 |
| Slowakei          |                      |                      |                      |                      |                      |                      | 7 L-39                                | 0007                 |
| Slowenien         | Keine Kampfflugzeuge | Keine Kampfflugzeuge | Keine Kampfflugzeuge | Keine Kampfflugzeuge | Keine Kampfflugzeuge | Keine Kampfflugzeuge | Keine Kampfflugzeuge                  | Keine Kampfflugzeuge |
| Spanien           | 068                  |                      |                      |                      | 083                  |                      | 19 F-5                                | 0170                 |
| Tschechien        |                      |                      | 014                  |                      |                      |                      | 5 L-39NG 24 L-159                     | 0043                 |
| Ungarn            |                      |                      | 014                  |                      |                      |                      |                                       | 0014                 |
| Zypern            | Keine Kampfflugzeuge | Keine Kampfflugzeuge | Keine Kampfflugzeuge | Keine Kampfflugzeuge | Keine Kampfflugzeuge | Keine Kampfflugzeuge | Keine Kampfflugzeuge                  | Keine Kampfflugzeuge |

#### Luftbetankung und Transport
(Stand: Ende 2023)
| Mitgliedsland                                                       | A330 MRTT                           | KC-130                              | KC-135                              | KC-767                              | A400M                               | C-130                               | C-27J                               | CN-235/ C-295                       | C-390                               | L-410                               | Sonstige                                               | Summe                               |
| ------------------------------------------------------------------- | ----------------------------------- | ----------------------------------- | ----------------------------------- | ----------------------------------- | ----------------------------------- | ----------------------------------- | ----------------------------------- | ----------------------------------- | ----------------------------------- | ----------------------------------- | ------------------------------------------------------ | ----------------------------------- |
| Europäische Union                                                   | 17                                  | 7                                   | 5                                   | 4                                   | 82                                  | 60                                  | 31                                  | 77                                  | 1                                   | 14                                  | 144                                                    | 444                                 |
| Belgien                                                             |                                     |                                     |                                     |                                     | 6                                   |                                     |                                     |                                     |                                     |                                     |                                                        | 6                                   |
| Bulgarien                                                           |                                     |                                     |                                     |                                     |                                     |                                     | 3                                   |                                     |                                     | 2                                   | 1 PC-12                                                | 6                                   |
| Dänemark                                                            |                                     |                                     |                                     |                                     |                                     | 4                                   |                                     |                                     |                                     |                                     |                                                        | 4                                   |
| Deutschland                                                         |                                     |                                     |                                     |                                     | 41                                  | 3                                   |                                     |                                     |                                     |                                     | 2 A321                                                 | 46                                  |
| Estland                                                             |                                     |                                     |                                     |                                     |                                     |                                     |                                     |                                     |                                     |                                     | 2 AN-28                                                | 2                                   |
| Finnland                                                            |                                     |                                     |                                     |                                     |                                     |                                     |                                     | 2                                   |                                     |                                     | 3 Learjet 35 6 PC-12NG                                 | 11                                  |
| Frankreich                                                          | 10                                  | 2                                   | 5                                   |                                     | 20                                  | 16                                  |                                     | 27                                  |                                     |                                     | 5 A330 5 DHC-6 5 PC-6 24 TBM 700 10 EMB-21 6 Falcon 10 | 133                                 |
| Griechenland                                                        |                                     |                                     |                                     |                                     |                                     | 4                                   | 8                                   |                                     |                                     |                                     | 2 King Air 350                                         | 14                                  |
| Irland                                                              |                                     |                                     |                                     |                                     |                                     |                                     |                                     |                                     |                                     |                                     | 1 PC-12NG                                              | 1                                   |
| Italien                                                             |                                     | 4                                   |                                     | 4                                   |                                     | 8                                   | 7                                   |                                     |                                     |                                     | 8 P180 3 Do 228                                        | 34                                  |
| Kroatien                                                            | Keine Tank- oder Transportflugzeuge | Keine Tank- oder Transportflugzeuge | Keine Tank- oder Transportflugzeuge | Keine Tank- oder Transportflugzeuge | Keine Tank- oder Transportflugzeuge | Keine Tank- oder Transportflugzeuge | Keine Tank- oder Transportflugzeuge | Keine Tank- oder Transportflugzeuge | Keine Tank- oder Transportflugzeuge | Keine Tank- oder Transportflugzeuge | Keine Tank- oder Transportflugzeuge                    | Keine Tank- oder Transportflugzeuge |
| Lettland                                                            | Keine Tank- oder Transportflugzeuge | Keine Tank- oder Transportflugzeuge | Keine Tank- oder Transportflugzeuge | Keine Tank- oder Transportflugzeuge | Keine Tank- oder Transportflugzeuge | Keine Tank- oder Transportflugzeuge | Keine Tank- oder Transportflugzeuge | Keine Tank- oder Transportflugzeuge | Keine Tank- oder Transportflugzeuge | Keine Tank- oder Transportflugzeuge | Keine Tank- oder Transportflugzeuge                    | Keine Tank- oder Transportflugzeuge |
| Litauen                                                             |                                     |                                     |                                     |                                     |                                     |                                     | 3                                   |                                     |                                     | 2                                   |                                                        | 5                                   |
| Luxemburg                                                           |                                     |                                     |                                     |                                     | 1                                   |                                     |                                     |                                     |                                     |                                     |                                                        | 1                                   |
| Malta                                                               | Keine Tank- oder Transportflugzeuge | Keine Tank- oder Transportflugzeuge | Keine Tank- oder Transportflugzeuge | Keine Tank- oder Transportflugzeuge | Keine Tank- oder Transportflugzeuge | Keine Tank- oder Transportflugzeuge | Keine Tank- oder Transportflugzeuge | Keine Tank- oder Transportflugzeuge | Keine Tank- oder Transportflugzeuge | Keine Tank- oder Transportflugzeuge | Keine Tank- oder Transportflugzeuge                    | Keine Tank- oder Transportflugzeuge |
| Niederlande                                                         | 71                                  |                                     |                                     |                                     |                                     | 4                                   |                                     |                                     |                                     |                                     |                                                        | 11                                  |
| Österreich                                                          |                                     |                                     |                                     |                                     |                                     | 3                                   |                                     |                                     |                                     |                                     | 8 PC-6                                                 | 11                                  |
| Polen                                                               |                                     |                                     |                                     |                                     |                                     | 5                                   |                                     | 16                                  |                                     |                                     | 28 M28                                                 | 49                                  |
| Portugal                                                            |                                     |                                     |                                     |                                     |                                     | 4                                   |                                     | 6                                   | 1                                   |                                     | 1 Falcon 900                                           | 12                                  |
| Rumänien                                                            |                                     |                                     |                                     |                                     |                                     | 4                                   | 7                                   |                                     |                                     |                                     | 1 AN-26                                                | 12                                  |
| Schweden                                                            |                                     | 1                                   |                                     |                                     |                                     | 5                                   |                                     |                                     |                                     |                                     | 1 Saab 340                                             | 7                                   |
| Slowakei                                                            |                                     |                                     |                                     |                                     |                                     |                                     | 2                                   |                                     |                                     | 5                                   |                                                        | 7                                   |
| Slowenien                                                           |                                     |                                     |                                     |                                     |                                     |                                     | 1                                   |                                     |                                     | 1                                   | 2 PC-6                                                 | 4                                   |
| Spanien                                                             |                                     |                                     |                                     |                                     | 14                                  |                                     |                                     | 20                                  |                                     |                                     | 2 A330 9 C-212 3 Citation V 3 King Air 90              | 51                                  |
| Tschechien                                                          |                                     |                                     |                                     |                                     |                                     |                                     |                                     | 6                                   |                                     | 4                                   |                                                        | 10                                  |
| Ungarn                                                              |                                     |                                     |                                     |                                     |                                     |                                     |                                     |                                     |                                     |                                     | 2 A219 3 C-171                                         | 5                                   |
| Zypern                                                              | Keine Tank- oder Transportflugzeuge | Keine Tank- oder Transportflugzeuge | Keine Tank- oder Transportflugzeuge | Keine Tank- oder Transportflugzeuge | Keine Tank- oder Transportflugzeuge | Keine Tank- oder Transportflugzeuge | Keine Tank- oder Transportflugzeuge | Keine Tank- oder Transportflugzeuge | Keine Tank- oder Transportflugzeuge | Keine Tank- oder Transportflugzeuge | Keine Tank- oder Transportflugzeuge                    | Keine Tank- oder Transportflugzeuge |
| 1 Luftfahrzeuge der NATO mit nationaler Zulassung und Markierungen. |                                     |                                     |                                     |                                     |                                     |                                     |                                     |                                     |                                     |                                     |                                                        |                                     |

#### Aufklärungsflugzeuge und Seefernaufklärer
| Europäische Union                                                   | 20                                               | 15                                               | 16                                               | 4                                                | 02                                               | 3                                                | 77                                                      | 137                                              |
| Belgien                                                             | Keine Aufklärungsflugzeuge oder Seefernaufklärer | Keine Aufklärungsflugzeuge oder Seefernaufklärer | Keine Aufklärungsflugzeuge oder Seefernaufklärer | Keine Aufklärungsflugzeuge oder Seefernaufklärer | Keine Aufklärungsflugzeuge oder Seefernaufklärer | Keine Aufklärungsflugzeuge oder Seefernaufklärer | Keine Aufklärungsflugzeuge oder Seefernaufklärer        | Keine Aufklärungsflugzeuge oder Seefernaufklärer |
| Bulgarien                                                           |                                                  |                                                  |                                                  |                                                  |                                                  | 1                                                |                                                         | 001                                              |
| Dänemark                                                            |                                                  |                                                  |                                                  |                                                  |                                                  |                                                  | 03 Challenger 604                                       | 003                                              |
| Deutschland                                                         |                                                  | 08                                               |                                                  |                                                  |                                                  |                                                  | 02 Dornier 228                                          | 010                                              |
| Estland                                                             | Keine Aufklärungsflugzeuge oder Seefernaufklärer | Keine Aufklärungsflugzeuge oder Seefernaufklärer | Keine Aufklärungsflugzeuge oder Seefernaufklärer | Keine Aufklärungsflugzeuge oder Seefernaufklärer | Keine Aufklärungsflugzeuge oder Seefernaufklärer | Keine Aufklärungsflugzeuge oder Seefernaufklärer | Keine Aufklärungsflugzeuge oder Seefernaufklärer        | Keine Aufklärungsflugzeuge oder Seefernaufklärer |
| Finnland                                                            |                                                  |                                                  | 01                                               |                                                  |                                                  |                                                  |                                                         | 001                                              |
| Frankreich                                                          | 04                                               |                                                  |                                                  |                                                  |                                                  |                                                  | 02 C-160 22 Atlantic 2 03 E-2 05 Falcon 20 08 Falcon 50 | 044                                              |
| Griechenland                                                        |                                                  |                                                  |                                                  |                                                  |                                                  |                                                  | 02 C-130 01 CL-415 04 EJR-145                           | 007                                              |
| Irland                                                              |                                                  |                                                  | 02                                               |                                                  | 01                                               |                                                  |                                                         | 003                                              |
| Italien                                                             |                                                  |                                                  |                                                  | 1                                                |                                                  |                                                  | 02 ATR 72 02 C-27J 02 G550                              | 007                                              |
| Kroatien                                                            | Keine Aufklärungsflugzeuge oder Seefernaufklärer | Keine Aufklärungsflugzeuge oder Seefernaufklärer | Keine Aufklärungsflugzeuge oder Seefernaufklärer | Keine Aufklärungsflugzeuge oder Seefernaufklärer | Keine Aufklärungsflugzeuge oder Seefernaufklärer | Keine Aufklärungsflugzeuge oder Seefernaufklärer | Keine Aufklärungsflugzeuge oder Seefernaufklärer        | Keine Aufklärungsflugzeuge oder Seefernaufklärer |
| Lettland                                                            | Keine Aufklärungsflugzeuge oder Seefernaufklärer | Keine Aufklärungsflugzeuge oder Seefernaufklärer | Keine Aufklärungsflugzeuge oder Seefernaufklärer | Keine Aufklärungsflugzeuge oder Seefernaufklärer | Keine Aufklärungsflugzeuge oder Seefernaufklärer | Keine Aufklärungsflugzeuge oder Seefernaufklärer | Keine Aufklärungsflugzeuge oder Seefernaufklärer        | Keine Aufklärungsflugzeuge oder Seefernaufklärer |
| Litauen                                                             | Keine Aufklärungsflugzeuge oder Seefernaufklärer | Keine Aufklärungsflugzeuge oder Seefernaufklärer | Keine Aufklärungsflugzeuge oder Seefernaufklärer | Keine Aufklärungsflugzeuge oder Seefernaufklärer | Keine Aufklärungsflugzeuge oder Seefernaufklärer | Keine Aufklärungsflugzeuge oder Seefernaufklärer | Keine Aufklärungsflugzeuge oder Seefernaufklärer        | Keine Aufklärungsflugzeuge oder Seefernaufklärer |
| Luxemburg                                                           | 0161                                             |                                                  |                                                  |                                                  |                                                  |                                                  |                                                         | 016                                              |
| Malta                                                               |                                                  |                                                  |                                                  | 3                                                | 01                                               |                                                  |                                                         | 004                                              |
| Niederlande                                                         | Keine Aufklärungsflugzeuge oder Seefernaufklärer | Keine Aufklärungsflugzeuge oder Seefernaufklärer | Keine Aufklärungsflugzeuge oder Seefernaufklärer | Keine Aufklärungsflugzeuge oder Seefernaufklärer | Keine Aufklärungsflugzeuge oder Seefernaufklärer | Keine Aufklärungsflugzeuge oder Seefernaufklärer | Keine Aufklärungsflugzeuge oder Seefernaufklärer        | Keine Aufklärungsflugzeuge oder Seefernaufklärer |
| Österreich                                                          | Keine Aufklärungsflugzeuge oder Seefernaufklärer | Keine Aufklärungsflugzeuge oder Seefernaufklärer | Keine Aufklärungsflugzeuge oder Seefernaufklärer | Keine Aufklärungsflugzeuge oder Seefernaufklärer | Keine Aufklärungsflugzeuge oder Seefernaufklärer | Keine Aufklärungsflugzeuge oder Seefernaufklärer | Keine Aufklärungsflugzeuge oder Seefernaufklärer        | Keine Aufklärungsflugzeuge oder Seefernaufklärer |
| Polen                                                               |                                                  |                                                  |                                                  |                                                  |                                                  |                                                  | 05 M-28                                                 | 005                                              |
| Portugal                                                            |                                                  | 04                                               | 05                                               |                                                  |                                                  |                                                  |                                                         | 009                                              |
| Rumänien                                                            |                                                  |                                                  |                                                  |                                                  |                                                  | 2                                                |                                                         | 002                                              |
| Schweden                                                            |                                                  |                                                  |                                                  |                                                  |                                                  |                                                  | 02 Gulfstream IV 02 Saab 340                            | 004                                              |
| Slowakei                                                            |                                                  |                                                  |                                                  |                                                  |                                                  |                                                  | 01 L-410                                                | 001                                              |
| Slowenien                                                           | Keine Aufklärungsflugzeuge oder Seefernaufklärer | Keine Aufklärungsflugzeuge oder Seefernaufklärer | Keine Aufklärungsflugzeuge oder Seefernaufklärer | Keine Aufklärungsflugzeuge oder Seefernaufklärer | Keine Aufklärungsflugzeuge oder Seefernaufklärer | Keine Aufklärungsflugzeuge oder Seefernaufklärer | Keine Aufklärungsflugzeuge oder Seefernaufklärer        | Keine Aufklärungsflugzeuge oder Seefernaufklärer |
| Spanien                                                             |                                                  | 03                                               | 08                                               |                                                  |                                                  |                                                  | 05 C-212 02 Falcon 20                                   | 018                                              |
| Tschechien                                                          | Keine Aufklärungsflugzeuge oder Seefernaufklärer | Keine Aufklärungsflugzeuge oder Seefernaufklärer | Keine Aufklärungsflugzeuge oder Seefernaufklärer | Keine Aufklärungsflugzeuge oder Seefernaufklärer | Keine Aufklärungsflugzeuge oder Seefernaufklärer | Keine Aufklärungsflugzeuge oder Seefernaufklärer | Keine Aufklärungsflugzeuge oder Seefernaufklärer        | Keine Aufklärungsflugzeuge oder Seefernaufklärer |
| Ungarn                                                              | Keine Aufklärungsflugzeuge oder Seefernaufklärer | Keine Aufklärungsflugzeuge oder Seefernaufklärer | Keine Aufklärungsflugzeuge oder Seefernaufklärer | Keine Aufklärungsflugzeuge oder Seefernaufklärer | Keine Aufklärungsflugzeuge oder Seefernaufklärer | Keine Aufklärungsflugzeuge oder Seefernaufklärer | Keine Aufklärungsflugzeuge oder Seefernaufklärer        | Keine Aufklärungsflugzeuge oder Seefernaufklärer |
| Zypern                                                              | Keine Aufklärungsflugzeuge oder Seefernaufklärer | Keine Aufklärungsflugzeuge oder Seefernaufklärer | Keine Aufklärungsflugzeuge oder Seefernaufklärer | Keine Aufklärungsflugzeuge oder Seefernaufklärer | Keine Aufklärungsflugzeuge oder Seefernaufklärer | Keine Aufklärungsflugzeuge oder Seefernaufklärer | Keine Aufklärungsflugzeuge oder Seefernaufklärer        | Keine Aufklärungsflugzeuge oder Seefernaufklärer |
| 1 Luftfahrzeuge der NATO mit nationaler Zulassung und Markierungen. |                                                  |                                                  |                                                  |                                                  |                                                  |                                                  |                                                         |                                                  |

#### Kampf-, Transport- und Verbindungshubschrauber
| Mitgliedsland     | AH-64                                                 | AW129                                                 | Tiger                                                 | Mi-24                                                 | AW101                                                 | AW109                                                 | AW139                                                 | CH-47                                                 | SA316/ 319                                            | SA341/ 342                                            | SA330/ H215/ H225M                                    | NH90                                                  | UH-1                                                  | UH-60/ S-70                                           | Mi-8                                                  | Andere                                                | Summe                                                 |
| ----------------- | ----------------------------------------------------- | ----------------------------------------------------- | ----------------------------------------------------- | ----------------------------------------------------- | ----------------------------------------------------- | ----------------------------------------------------- | ----------------------------------------------------- | ----------------------------------------------------- | ----------------------------------------------------- | ----------------------------------------------------- | ----------------------------------------------------- | ----------------------------------------------------- | ----------------------------------------------------- | ----------------------------------------------------- | ----------------------------------------------------- | ----------------------------------------------------- | ----------------------------------------------------- |
| Europäische Union | 57                                                    | 59                                                    | 127                                                   | 62                                                    | 51                                                    | 60                                                    | 27                                                    | 81                                                    | 60                                                    | 189                                                   | 343                                                   | 271                                                   | 345                                                   | 62                                                    | 126                                                   | 539                                                   | 2.480                                                 |
| Belgien           |                                                       |                                                       |                                                       |                                                       |                                                       | 20                                                    |                                                       |                                                       | 03                                                    |                                                       |                                                       | 008                                                   |                                                       |                                                       |                                                       |                                                       | 0.031                                                 |
| Bulgarien         |                                                       |                                                       |                                                       | 02                                                    |                                                       |                                                       |                                                       |                                                       |                                                       |                                                       |                                                       |                                                       | 012                                                   |                                                       | 003                                                   | 002 Bell 206                                          | 0.019                                                 |
| Dänemark          |                                                       |                                                       |                                                       |                                                       | 14                                                    |                                                       |                                                       |                                                       |                                                       |                                                       |                                                       |                                                       |                                                       | 09                                                    |                                                       | 012 H125                                              | 0.035                                                 |
| Deutschland       |                                                       |                                                       | 0[00]53                                               |                                                       |                                                       |                                                       |                                                       |                                                       |                                                       |                                                       |                                                       | 75                                                    | 029                                                   |                                                       |                                                       | 066 CH53 013 H135 015 H145M 022 Lynx 021 Sea King     | 0.294                                                 |
| Estland           |                                                       |                                                       |                                                       |                                                       |                                                       |                                                       |                                                       |                                                       |                                                       |                                                       |                                                       |                                                       |                                                       |                                                       |                                                       | 004 R44                                               | 0.004                                                 |
| Finnland          |                                                       |                                                       |                                                       |                                                       |                                                       |                                                       |                                                       |                                                       |                                                       |                                                       |                                                       | 020                                                   |                                                       |                                                       |                                                       | 007 OH-6                                              | 0.027                                                 |
| Frankreich        |                                                       |                                                       | 056                                                   |                                                       |                                                       |                                                       |                                                       |                                                       | 18                                                    | 185                                                   | 212                                                   | 049                                                   |                                                       |                                                       |                                                       | 028 AS365/366 016 Lynx                                | 0.564                                                 |
| Griechenland      | 29                                                    |                                                       |                                                       |                                                       |                                                       |                                                       |                                                       | 24                                                    |                                                       |                                                       | 012                                                   | 011                                                   | 101                                                   | 11                                                    |                                                       | 011 Bell 206 018 Hughes 269                           | }.217                                                 |
| Irland            |                                                       |                                                       |                                                       |                                                       |                                                       |                                                       | 06                                                    |                                                       |                                                       |                                                       |                                                       |                                                       |                                                       |                                                       |                                                       | 002 H135                                              | 0.008                                                 |
| Italien           |                                                       | 59                                                    |                                                       |                                                       | 25                                                    | 20                                                    | 15                                                    | 23                                                    |                                                       |                                                       |                                                       | 062                                                   | 150                                                   |                                                       |                                                       | 002 OH-6 031 Bell 206                                 | 0.387                                                 |
| Kroatien          |                                                       |                                                       |                                                       |                                                       |                                                       |                                                       |                                                       |                                                       |                                                       |                                                       |                                                       |                                                       |                                                       |                                                       | 023                                                   | 016 OH-58                                             | 0.039                                                 |
| Lettland          |                                                       |                                                       |                                                       |                                                       |                                                       |                                                       |                                                       |                                                       |                                                       |                                                       |                                                       |                                                       |                                                       |                                                       | 005                                                   |                                                       | 0.005                                                 |
| Litauen           |                                                       |                                                       |                                                       |                                                       |                                                       |                                                       |                                                       |                                                       |                                                       |                                                       |                                                       |                                                       |                                                       |                                                       | 003                                                   | 003 AS365                                             | 0.006                                                 |
| Luxemburg         | Keine Kampf-, Transport- oder Verbindungshubschrauber | Keine Kampf-, Transport- oder Verbindungshubschrauber | Keine Kampf-, Transport- oder Verbindungshubschrauber | Keine Kampf-, Transport- oder Verbindungshubschrauber | Keine Kampf-, Transport- oder Verbindungshubschrauber | Keine Kampf-, Transport- oder Verbindungshubschrauber | Keine Kampf-, Transport- oder Verbindungshubschrauber | Keine Kampf-, Transport- oder Verbindungshubschrauber | Keine Kampf-, Transport- oder Verbindungshubschrauber | Keine Kampf-, Transport- oder Verbindungshubschrauber | Keine Kampf-, Transport- oder Verbindungshubschrauber | Keine Kampf-, Transport- oder Verbindungshubschrauber | Keine Kampf-, Transport- oder Verbindungshubschrauber | Keine Kampf-, Transport- oder Verbindungshubschrauber | Keine Kampf-, Transport- oder Verbindungshubschrauber | Keine Kampf-, Transport- oder Verbindungshubschrauber | Keine Kampf-, Transport- oder Verbindungshubschrauber |
| Malta             |                                                       |                                                       |                                                       |                                                       |                                                       |                                                       | 03                                                    |                                                       | 03                                                    |                                                       |                                                       |                                                       |                                                       |                                                       |                                                       |                                                       | 0.006                                                 |
| Niederlande       | 28                                                    |                                                       |                                                       |                                                       |                                                       |                                                       |                                                       | 17                                                    |                                                       |                                                       | 012                                                   | 0[00]20                                               |                                                       |                                                       |                                                       |                                                       | 0.077                                                 |
| Österreich        |                                                       |                                                       |                                                       |                                                       |                                                       |                                                       |                                                       |                                                       | 21                                                    |                                                       |                                                       |                                                       | 023                                                   | 09                                                    |                                                       | 011 OH-58                                             | 0.064                                                 |
| Polen             |                                                       |                                                       |                                                       | 30                                                    |                                                       |                                                       |                                                       |                                                       |                                                       |                                                       |                                                       |                                                       |                                                       | 02                                                    | 041                                                   | 064 Mi-2 009 Mi-14 062 W-3 024 SW-4 004 SH-2          | 0.256                                                 |
| Portugal          |                                                       |                                                       |                                                       |                                                       | 12                                                    |                                                       |                                                       |                                                       | 08                                                    |                                                       |                                                       |                                                       |                                                       |                                                       |                                                       | 005 Lynx                                              | 0.025                                                 |
| Rumänien          |                                                       |                                                       |                                                       |                                                       |                                                       |                                                       |                                                       |                                                       | 07                                                    |                                                       | 062                                                   |                                                       |                                                       |                                                       |                                                       |                                                       | 0.069                                                 |
| Schweden          |                                                       |                                                       |                                                       |                                                       |                                                       | 20                                                    |                                                       |                                                       |                                                       |                                                       |                                                       | 017                                                   |                                                       | 15                                                    |                                                       |                                                       | 0.052                                                 |
| Slowakei          |                                                       |                                                       |                                                       |                                                       |                                                       |                                                       |                                                       |                                                       |                                                       |                                                       |                                                       |                                                       |                                                       | 02                                                    | 013                                                   | 002 Mi-2                                              | 0.017                                                 |
| Slowenien         |                                                       |                                                       |                                                       |                                                       |                                                       |                                                       |                                                       |                                                       |                                                       |                                                       | 004                                                   |                                                       | 008                                                   |                                                       |                                                       | 004 Bell 206                                          | 0.016                                                 |
| Spanien           |                                                       |                                                       | 018                                                   |                                                       |                                                       |                                                       |                                                       | 17                                                    |                                                       |                                                       | 041                                                   | 009                                                   | 022                                                   | 14                                                    |                                                       | 015 H120 014 H135 008 S-76 008 Sea King 005 MD500     | 0.171                                                 |
| Tschechien        |                                                       |                                                       |                                                       | 17                                                    |                                                       |                                                       |                                                       |                                                       |                                                       |                                                       |                                                       |                                                       |                                                       |                                                       | 024                                                   | 002 Mi-2 009 W-3                                      | 0.052                                                 |
| Ungarn            |                                                       |                                                       |                                                       | 02                                                    |                                                       |                                                       |                                                       |                                                       |                                                       |                                                       |                                                       |                                                       |                                                       |                                                       | 014                                                   | 002 H125                                              | 0.018                                                 |
| Zypern            |                                                       |                                                       |                                                       | 11                                                    |                                                       |                                                       | 03                                                    |                                                       |                                                       | 004                                                   |                                                       |                                                       |                                                       |                                                       |                                                       | 002 Bell 206                                          | 0.020                                                 |

### Seestreitkräfte

Verschiedene Typen Flugzeugträger

(Stand: Ende 2019)
| Mitgliedsland     | Flottenflugzeugträger/ Leichter Flugzeugträger | Amphibisches Angriffsschiff/ Hubschrauberträger | Amphibisches Unterstützungsschiff/ Landungsschiffe | Zerstörer/ Fregatte   | Korvette/ FK-Schnellboot | Patrouillenboot       | Minenabwehrfahrzeug   | U-Boot mit ballistischen Raketen | U-Boot                | Summe                 | Tonnage               |
| ----------------- | ---------------------------------------------- | ----------------------------------------------- | -------------------------------------------------- | --------------------- | ------------------------ | --------------------- | --------------------- | -------------------------------- | --------------------- | --------------------- | --------------------- |
| Europäische Union | 2                                              | 5                                               | 24                                                 | 99                    | 54                       | 127                   | 109                   | 4                                | 49                    | 473                   | 1.162.385             |
| Belgien           |                                                |                                                 |                                                    | 02                    |                          | 02                    | 005                   |                                  |                       | 009                   | 0.010.458             |
| Bulgarien         |                                                |                                                 |                                                    | 04                    | 003                      |                       | 003                   |                                  |                       | 010                   | 0.011.314             |
| Dänemark          |                                                |                                                 |                                                    | 05                    |                          | 013                   |                       |                                  |                       | 018                   | 0.053.771             |
| Deutschland       |                                                |                                                 |                                                    | 11                    | 05                       |                       | 010                   |                                  | 06                    | 032                   | 0.092.420             |
| Estland           |                                                |                                                 |                                                    |                       |                          |                       | 003                   |                                  |                       | 003                   | 0.001.800             |
| Finnland          |                                                |                                                 |                                                    |                       | 04                       | 004                   | 007                   |                                  |                       | 015                   | 0.008.860             |
| Frankreich        | 1                                              | 3                                               |                                                    | 21                    |                          | 020                   | 018                   | 4                                | 07                    | 074                   | 0.328.150             |
| Griechenland      |                                                |                                                 | 09                                                 | 13                    | 19                       | 010                   | 004                   |                                  | 11                    | 066                   | 0.105.515             |
| Irland            |                                                |                                                 |                                                    |                       |                          | 009                   |                       |                                  |                       | 009                   | 0.015.408             |
| Italien           | 1                                              | 1                                               | 03                                                 | 16                    |                          | 010                   | 010                   |                                  | 08                    | 049                   | 0.194.084             |
| Kroatien          |                                                |                                                 | 02                                                 |                       | 05                       | 005                   | 001                   |                                  |                       | 013                   | 0.003.688             |
| Lettland          |                                                |                                                 |                                                    |                       |                          | 005                   | 005                   |                                  |                       | 010                   | 0.003.750             |
| Litauen           |                                                |                                                 |                                                    |                       |                          | 004                   | 002                   |                                  |                       | 006                   | 0.003.324             |
| Luxemburg         | Keine Seestreitkräfte                          | Keine Seestreitkräfte                           | Keine Seestreitkräfte                              | Keine Seestreitkräfte | Keine Seestreitkräfte    | Keine Seestreitkräfte | Keine Seestreitkräfte | Keine Seestreitkräfte            | Keine Seestreitkräfte | Keine Seestreitkräfte | Keine Seestreitkräfte |
| Malta             |                                                |                                                 |                                                    |                       |                          | 002                   |                       |                                  |                       | 002                   | 0.001.410             |
| Niederlande       |                                                |                                                 | 03                                                 | 06                    |                          | 004                   | 006                   |                                  | 04                    | 023                   | 0.111.080             |
| Österreich        | Keine Seestreitkräfte                          | Keine Seestreitkräfte                           | Keine Seestreitkräfte                              | Keine Seestreitkräfte | Keine Seestreitkräfte    | Keine Seestreitkräfte | Keine Seestreitkräfte | Keine Seestreitkräfte            | Keine Seestreitkräfte | Keine Seestreitkräfte | Keine Seestreitkräfte |
| Polen             |                                                |                                                 | 05                                                 | 02                    | 04                       | 001                   | 020                   |                                  | 03                    | 035                   | 0.030.430             |
| Portugal          |                                                |                                                 |                                                    | 05                    |                          | 009                   |                       |                                  | 02                    | 016                   | 0.028.843             |
| Rumänien          |                                                |                                                 |                                                    | 03                    | 07                       | 003                   |                       |                                  |                       | 013                   | 0.024.189             |
| Schweden          |                                                |                                                 |                                                    |                       | 07                       | 003                   | 009                   |                                  | 05                    | 024                   | 0.018.377             |
| Slowakei          | Keine Seestreitkräfte                          | Keine Seestreitkräfte                           | Keine Seestreitkräfte                              | Keine Seestreitkräfte | Keine Seestreitkräfte    | Keine Seestreitkräfte | Keine Seestreitkräfte | Keine Seestreitkräfte            | Keine Seestreitkräfte | Keine Seestreitkräfte | Keine Seestreitkräfte |
| Slowenien         |                                                |                                                 |                                                    |                       |                          | 001                   |                       |                                  |                       | 001                   | 0.000.333             |
| Spanien           |                                                | 1                                               | 02                                                 | 11                    |                          | 020                   | 006                   |                                  | 03                    | 043                   | 0.145.576             |
| Tschechien        | Keine Seestreitkräfte                          | Keine Seestreitkräfte                           | Keine Seestreitkräfte                              | Keine Seestreitkräfte | Keine Seestreitkräfte    | Keine Seestreitkräfte | Keine Seestreitkräfte | Keine Seestreitkräfte            | Keine Seestreitkräfte | Keine Seestreitkräfte | Keine Seestreitkräfte |
| Ungarn            | Keine Seestreitkräfte                          | Keine Seestreitkräfte                           | Keine Seestreitkräfte                              | Keine Seestreitkräfte | Keine Seestreitkräfte    | Keine Seestreitkräfte | Keine Seestreitkräfte | Keine Seestreitkräfte            | Keine Seestreitkräfte | Keine Seestreitkräfte | Keine Seestreitkräfte |
| Zypern            |                                                |                                                 |                                                    |                       |                          | 002                   |                       |                                  |                       | 002                   | 0.001.430             |

| Staat                  | Marine                                | Gesamt- tonnage | Größtes Schiff | Größtes Schiff              | Größtes Schiff     |
| Staat                  | Marine                                | Gesamt- tonnage | Tonnage        | Typ                         | Name               |
| ---------------------- | ------------------------------------- | --------------- | -------------- | --------------------------- | ------------------ |
| Vereinigte Staaten     | United States Navy                    | 3.415.893       | 104.000        | Flugzeugträger              | USS Gerald R. Ford |
| Europäische Union      | –                                     | 1.494.151       | 042.500        | Flugzeugträger              | Charles de Gaulle  |
| Russland               | Russische Marine                      | 0.845.730       | 061.390        | Flugzeugträger              | Admiral Kusnezow   |
| Volksrepublik China    | Marine der Volksrepublik China        | 0.708.086       | 067.500        | Flugzeugträger              | Liaoning           |
| Japan                  | Meeresselbstverteidigungsstreitkräfte | 0.413.800       | 027.000        | Hubschrauberträger          | Izumo              |
| Vereinigtes Königreich | Royal Navy                            | 0.367.850       | 022.500        | Hubschrauberträger          | Ocean              |
| Frankreich             | Französische Marine                   | 0.319.195       | 042.500        | Flugzeugträger              | Charles de Gaulle  |
| Indien                 | Indische Marine                       | 0.317.725       | 045.500        | Flugzeugträger              | Vikramaditya       |
| Südkorea               | Südkoreanische Marine                 | 0.178.710       | 018.880        | Amphibisches Angriffsschiff | ROKS Dokdo         |
| Italien                | Marina Militare                       | 0.173.549       | 027.910        | Flugzeugträger              | Cavour             |
| Taiwan                 | Marine der Republik China             | 0.151.662       | 009.780        | Lenkwaffen-Zerstörer        | ROCS Kee Lung      |
| Spanien                | Armada Española                       | 0.148.607       | 027.079        | Amphibisches Angriffsschiff | Juan Carlos I      |

(Stand: Anfang 2014)

## In der Fiktion
Im Film Crash 2030 – Ermittlungsprotokoll einer Katastrophe wurde vor Beginn der Handlung eine Europaarmee unter dem Namen „Unionsarmee“ gegründet. Im Verlauf der Handlung sichert sie mehrere überflutete Städte vor Plünderungen.